# Comuna Hodac, Mureș
Hodac (în maghiară: Görgényhodák) este o comună în județul Mureș, Transilvania, România, formată din satele Arșița, Bicașu, Dubiștea de Pădure, Hodac (reședința), Mirigioaia, Toaca și Uricea.

## Demografie
Componența etnică a comunei Hodac
     Români (97,25%)
     Alte etnii (2,75%)
Componența confesională a comunei Hodac
     Ortodocși (75,09%)
     Penticostali (11,88%)
     Adventiști (5,58%)
     Greco-catolici (4,29%)
     Alte religii (0,32%)
     Necunoscută (2,83%)
Conform recensământului efectuat în 2021, populația comunei Hodac se ridică la 4.942 de locuitori, în scădere față de recensământul anterior din 2011, când fuseseră înregistrați 5.104 locuitori. Majoritatea locuitorilor sunt români (97,25%). Din punct de vedere confesional, majoritatea locuitorilor sunt ortodocși (75,09%), cu minorități de penticostali (11,88%), adventiști (5,58%) și greco-catolici (4,29%), iar pentru 2,83% nu se cunoaște apartenența confesională.

## Politică și administrație
Comuna Hodac este administrată de un primar și un consiliu local compus din 15 consilieri. Primarul, Valentin Marin Iacob[*], de la Partidul Național Liberal, este în funcție din octombrie 2020. Începând cu alegerile locale din 2024, consiliul local are următoarea componență pe partide politice:
|  | Partid                          | Consilieri | Componența Consiliului | Componența Consiliului | Componența Consiliului | Componența Consiliului | Componența Consiliului | Componența Consiliului |
|  | ------------------------------- | ---------- | ---------------------- | ---------------------- | ---------------------- | ---------------------- | ---------------------- | ---------------------- |
|  | Partidul Național Liberal       | 6          |                        |                        |                        |                        |                        |                        |
|  | Partidul Social Democrat        | 5          |                        |                        |                        |                        |                        |                        |
|  | Alianța pentru Unirea Românilor | 4          |                        |                        |                        |                        |                        |                        |

## Personalități născute aici
- Neculae Pop (n. 1951), voleibalist.

## Imagini

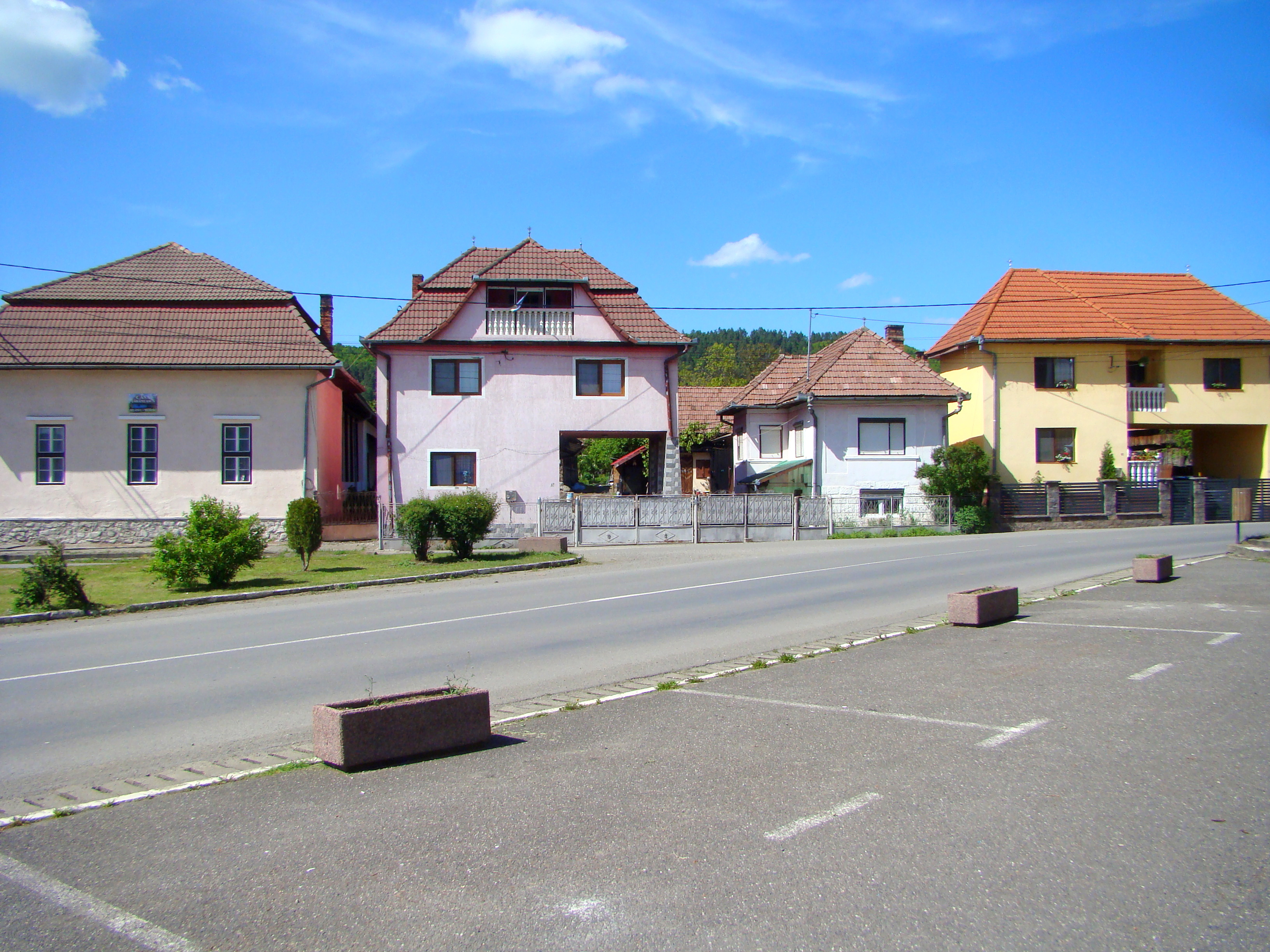
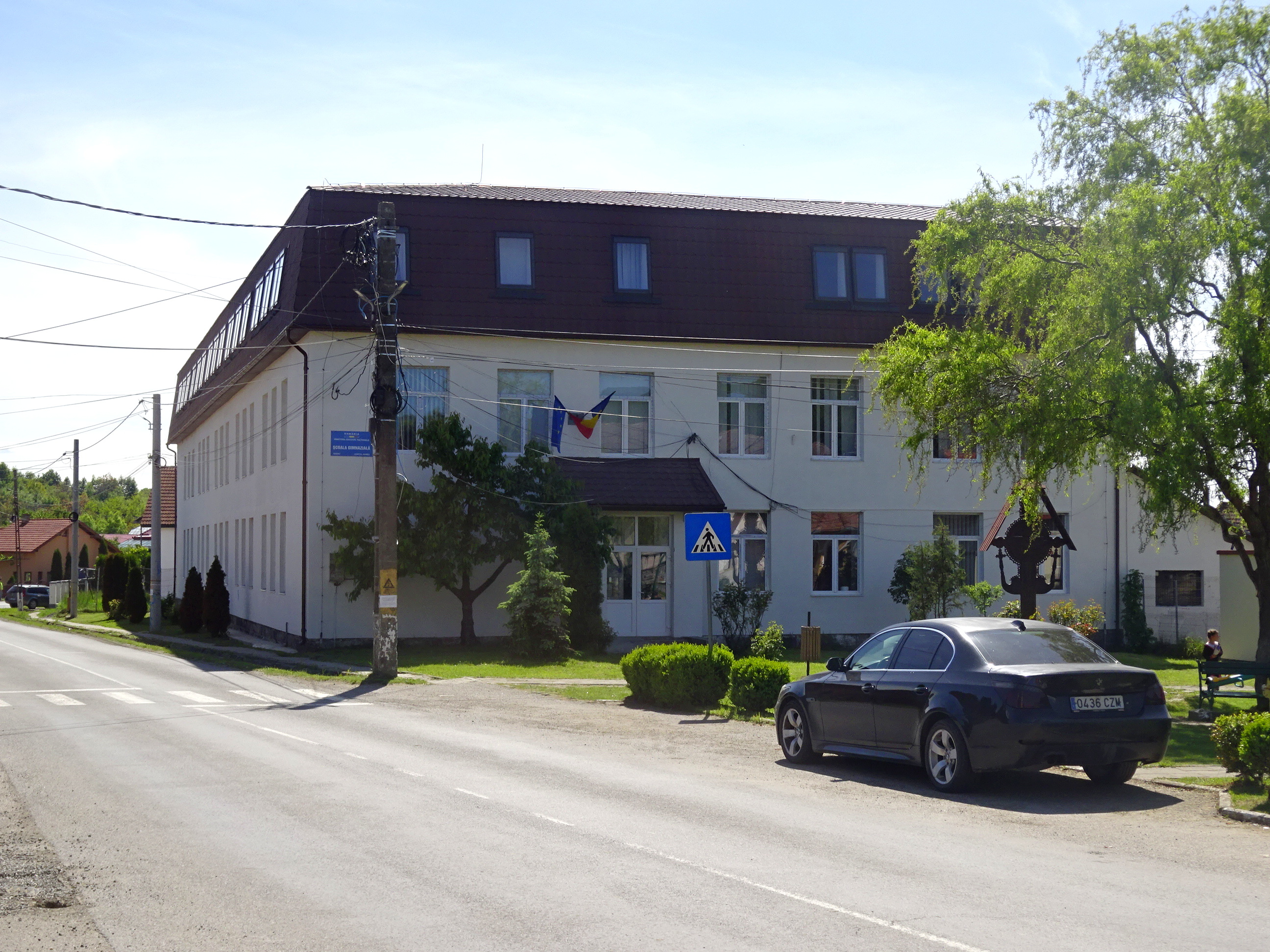
Școala gimnazială
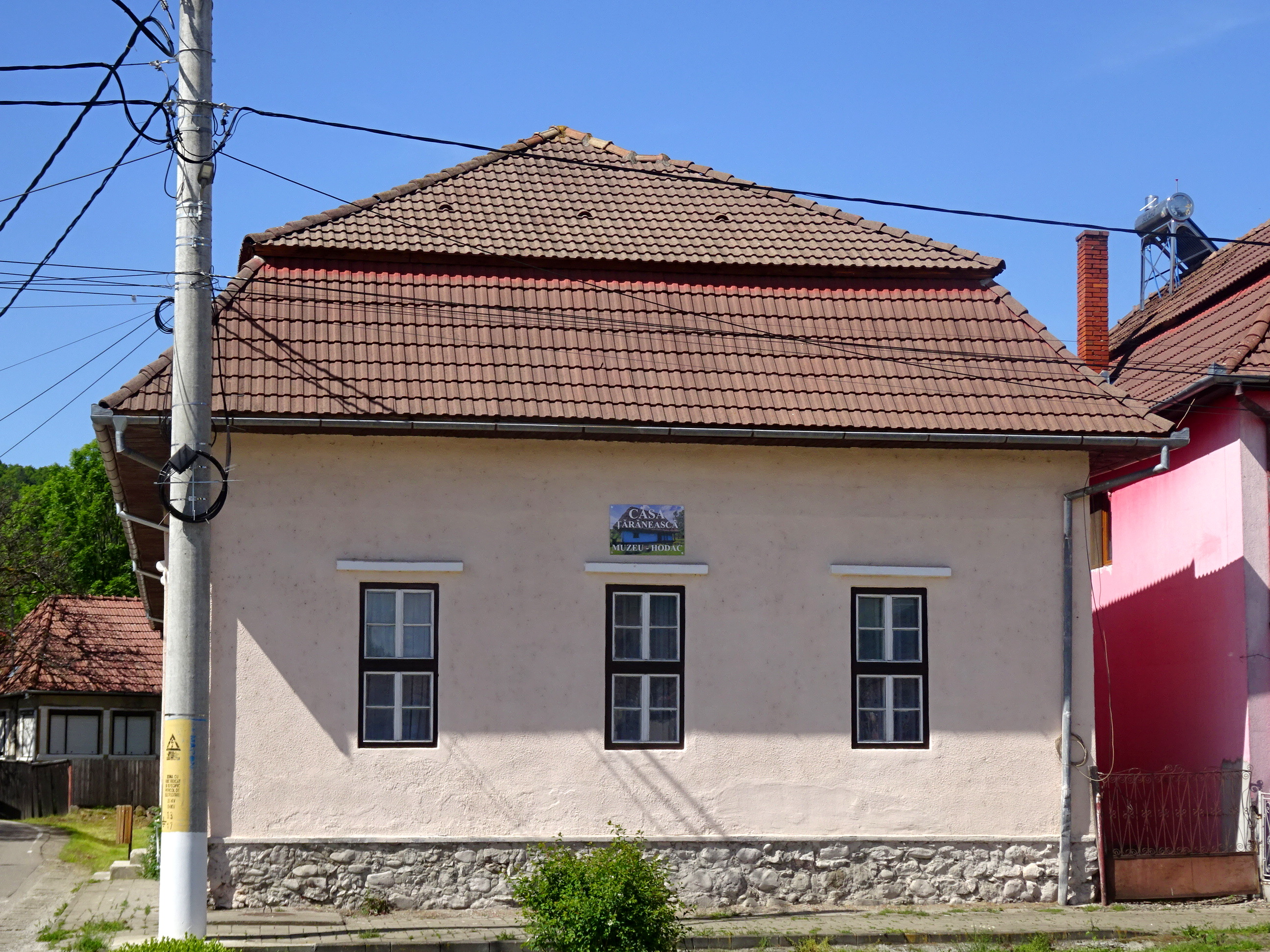
Muzeul satului
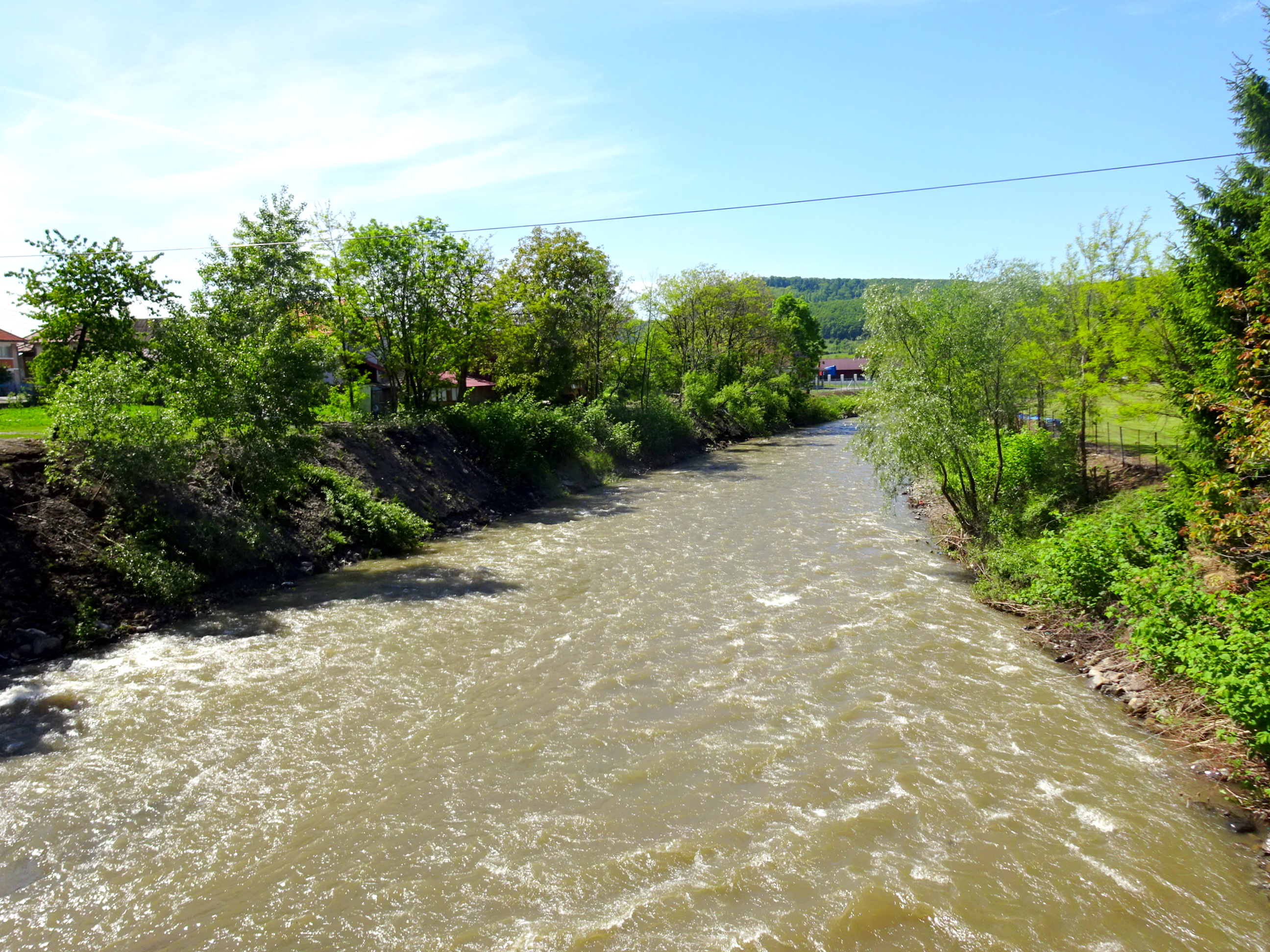
Râul Gurghiu la Hodac
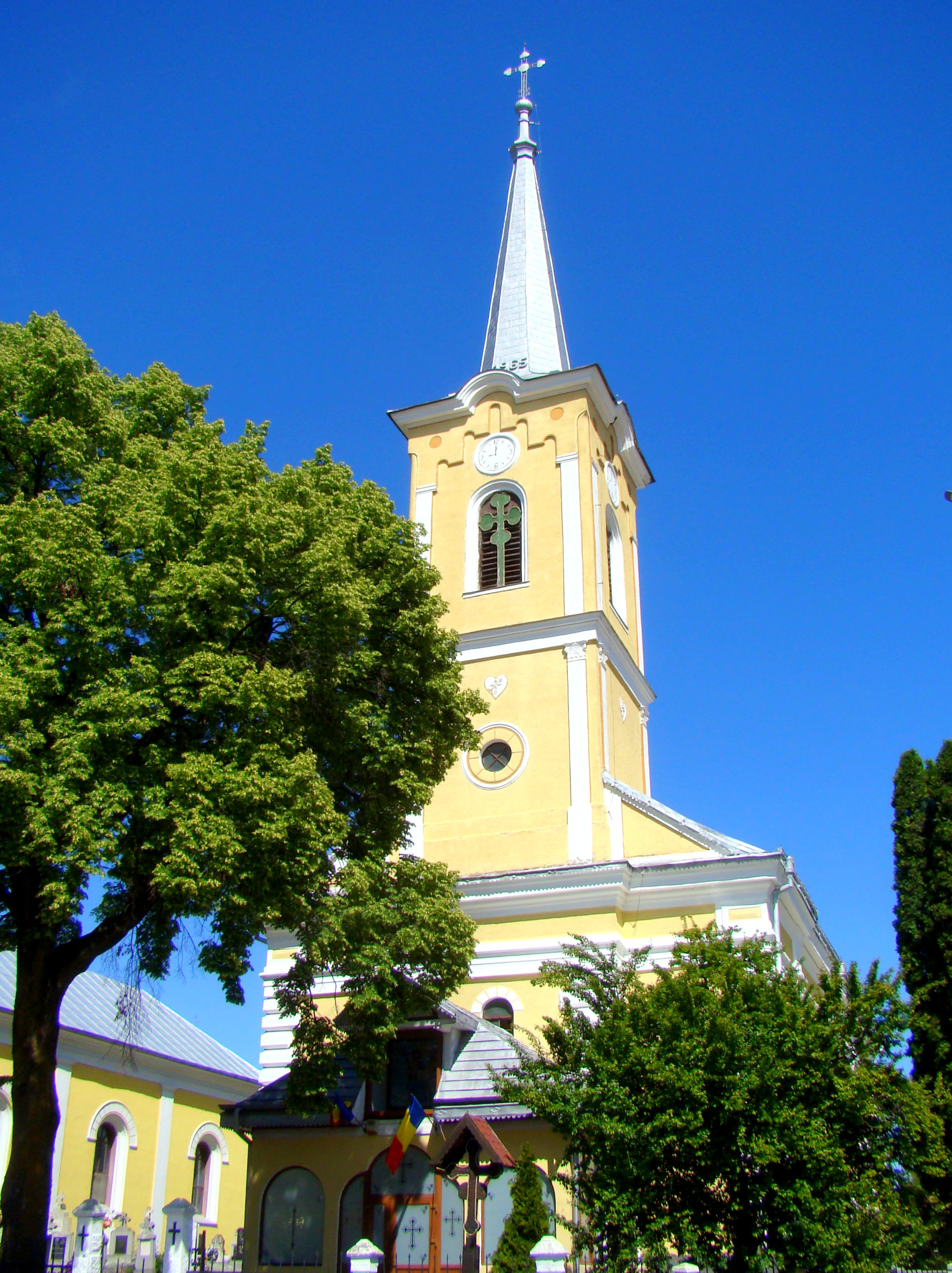
Biserica ortodoxă din Hodac  „Sfântul Nicolae”
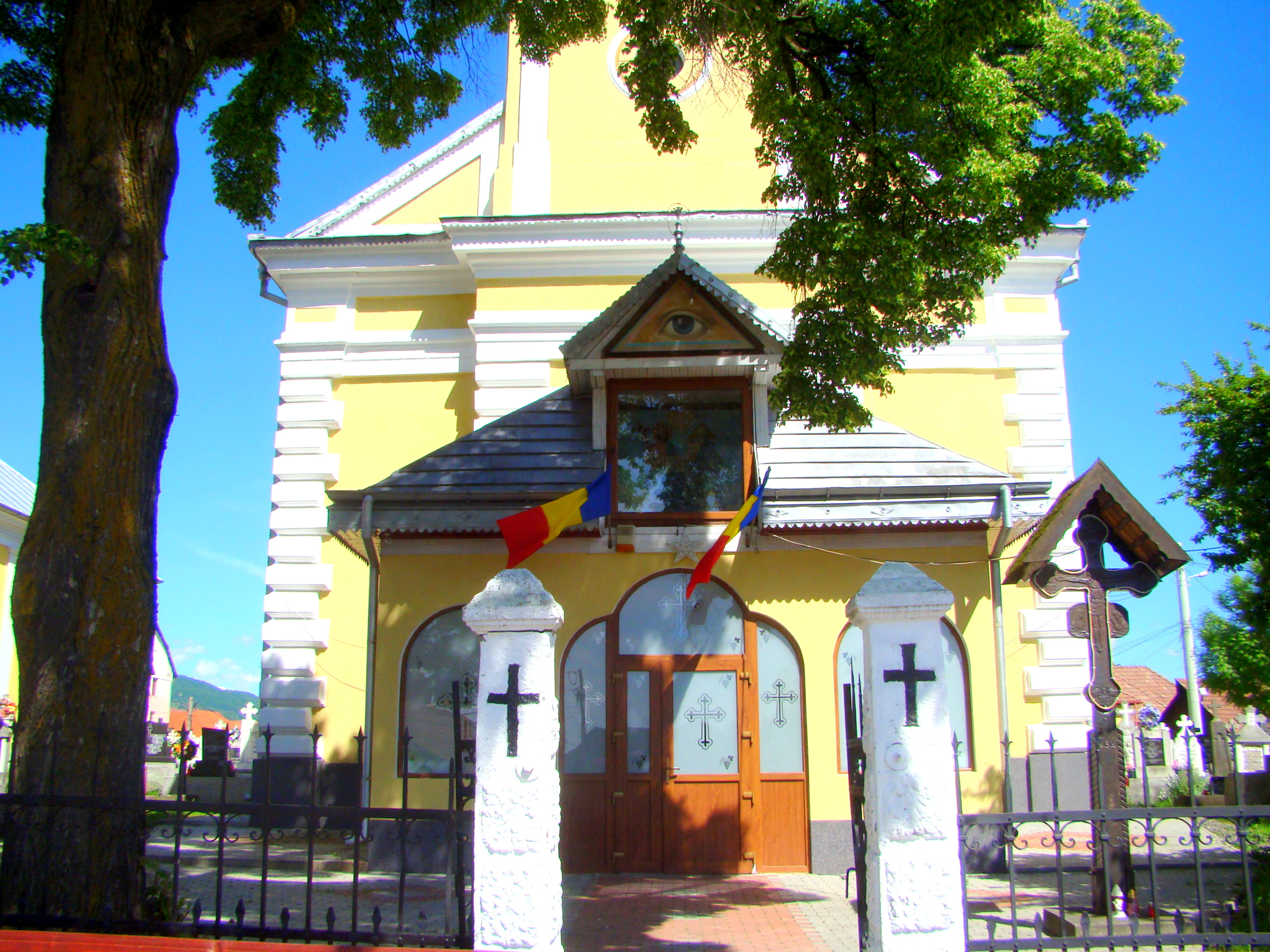
Biserica ortodoxă din Hodac  „Sfântul Nicolae”
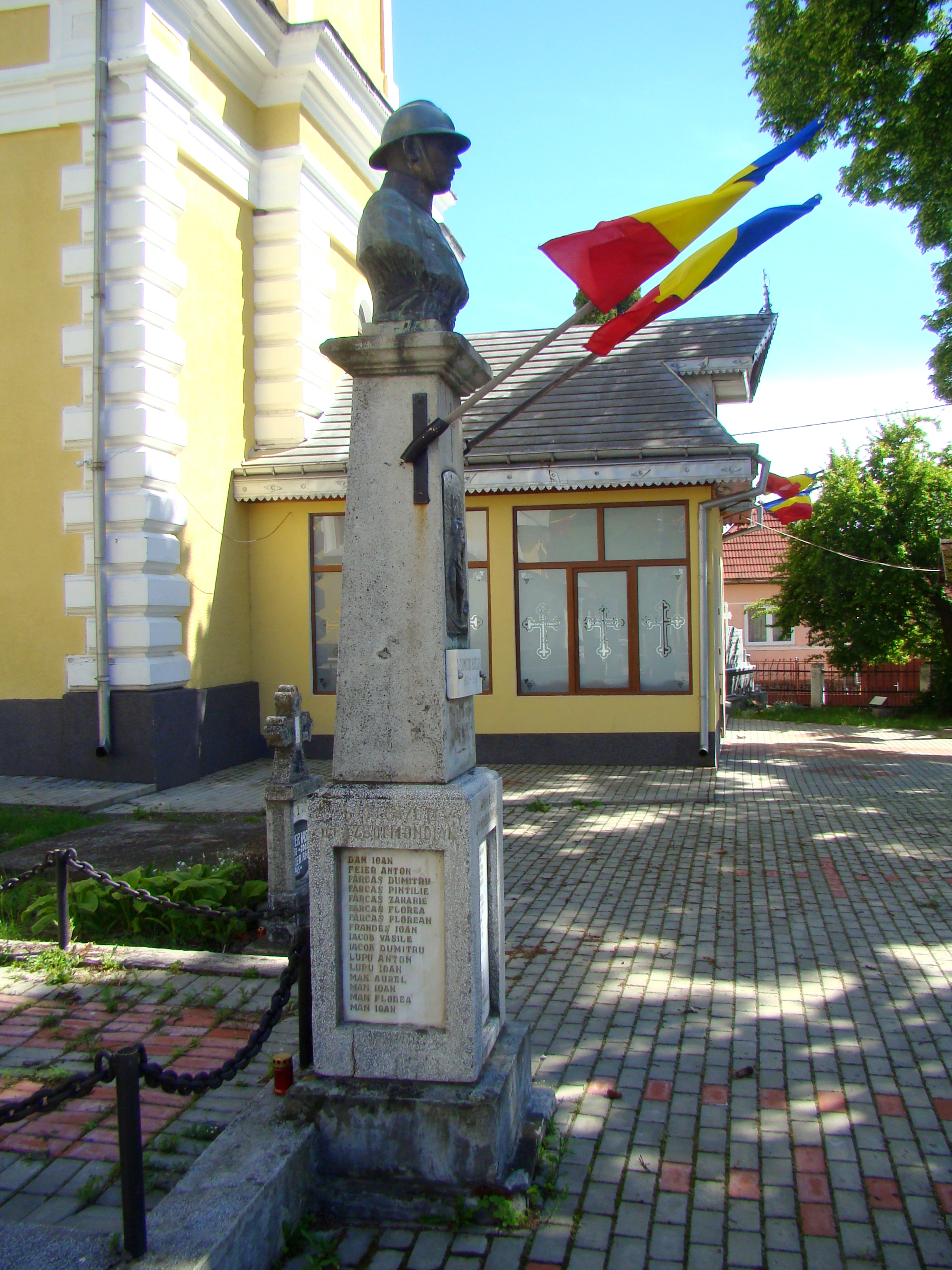
Monumentul eroilor
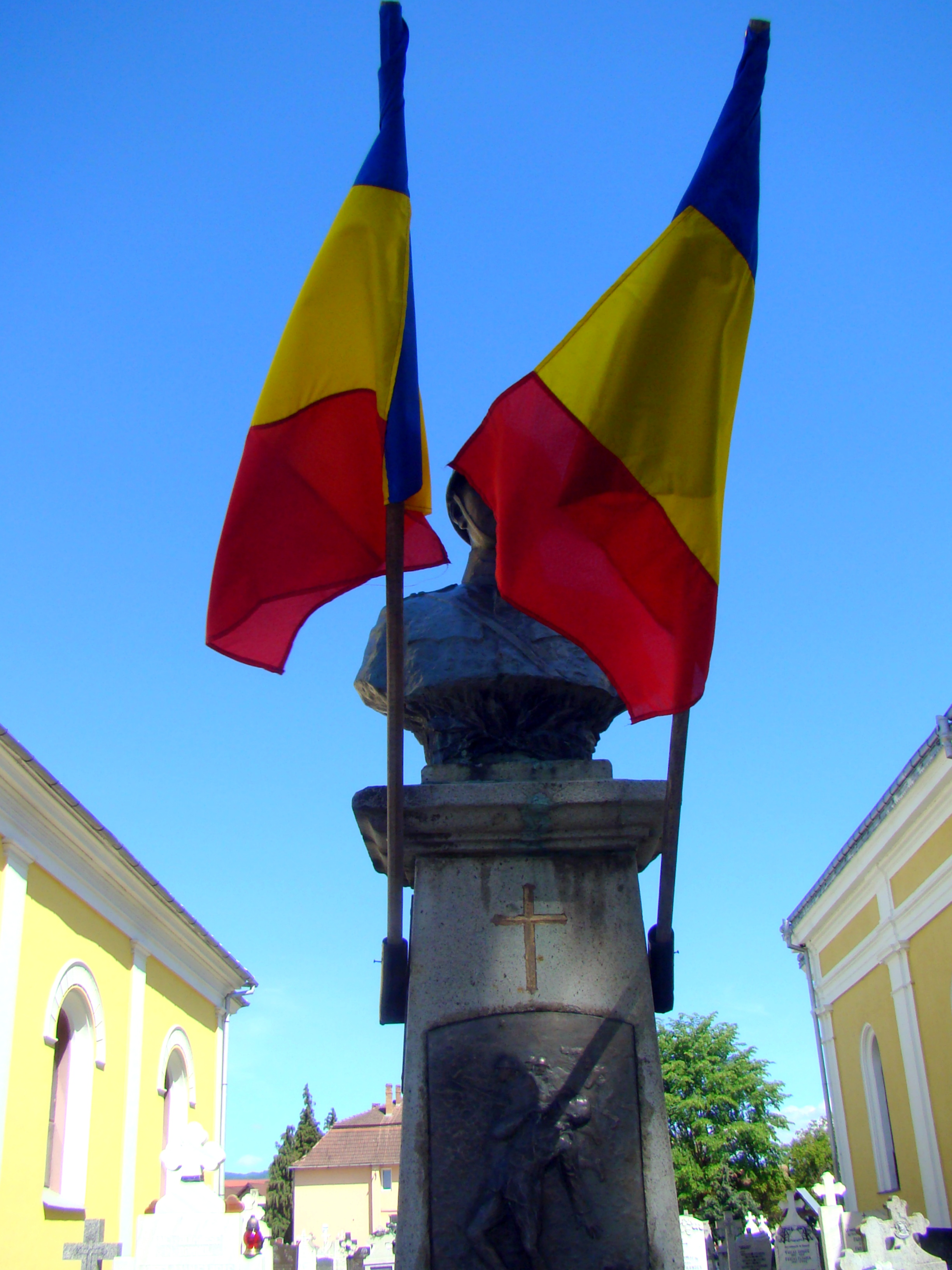
Monumentul eroilor (detaliu)
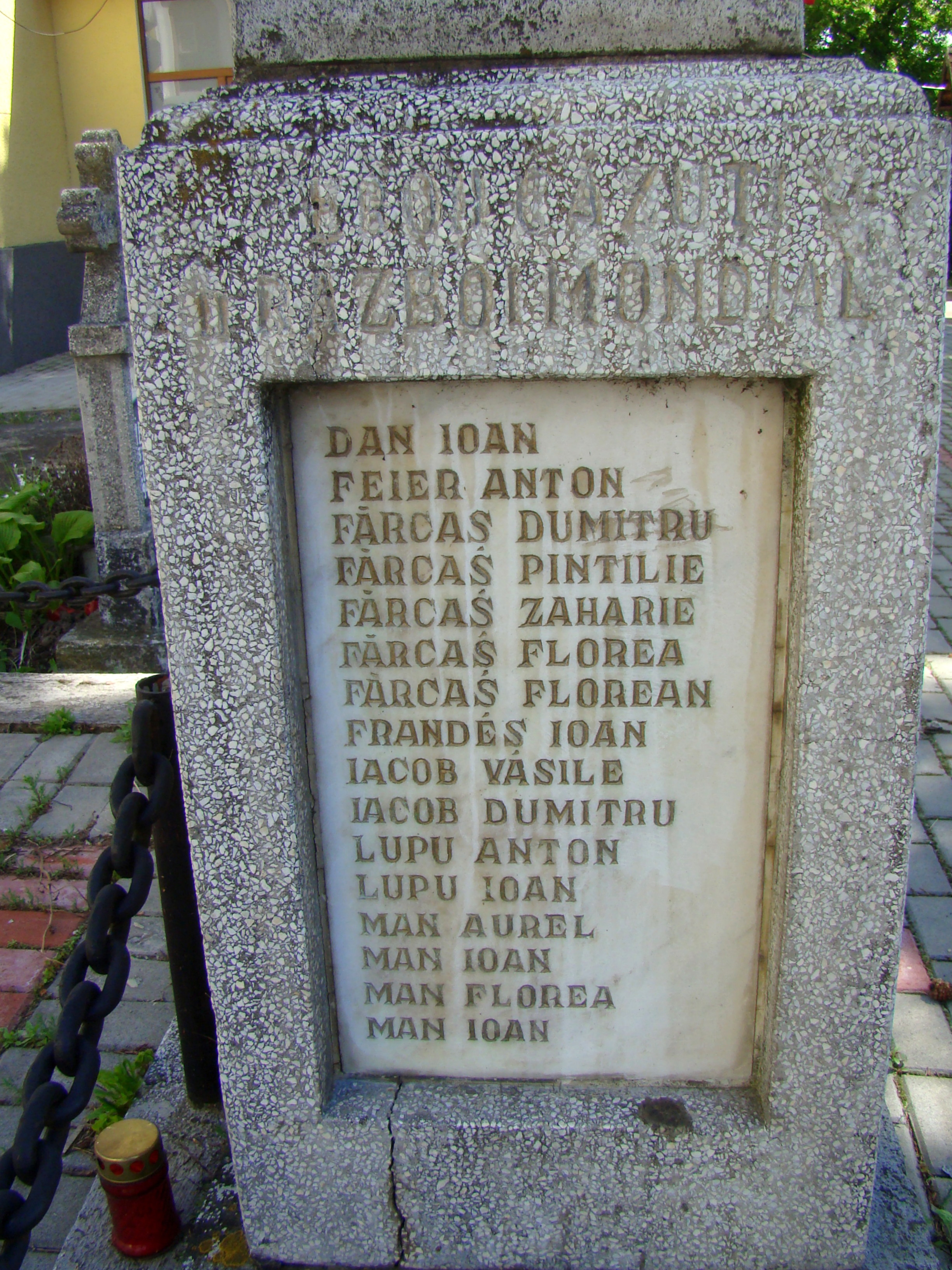
Monumentul eroilor (detaliu)
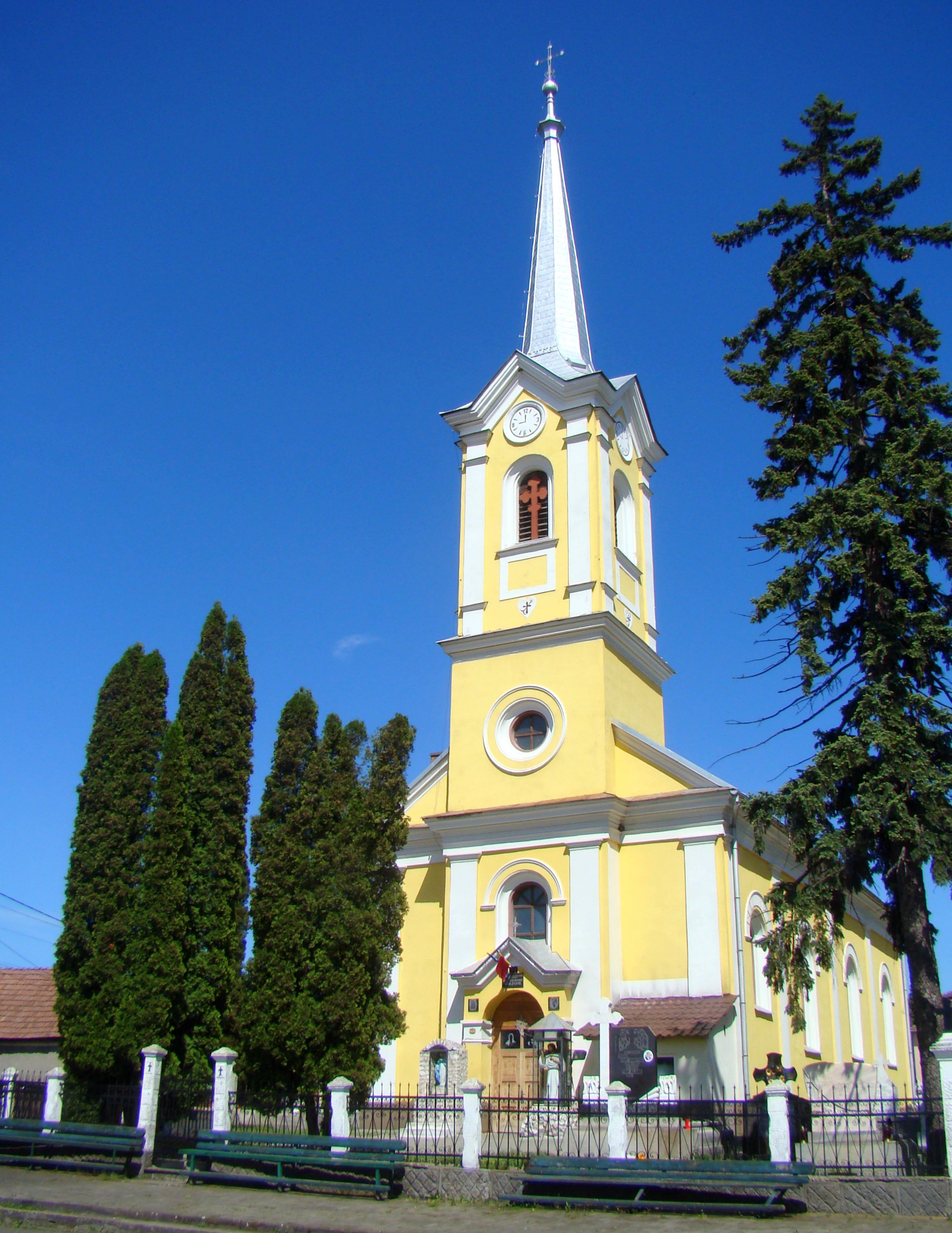
Biserica greco-catolică din Hodac „Sfinții Arhangheli Mihail și Gavriil” (1875)
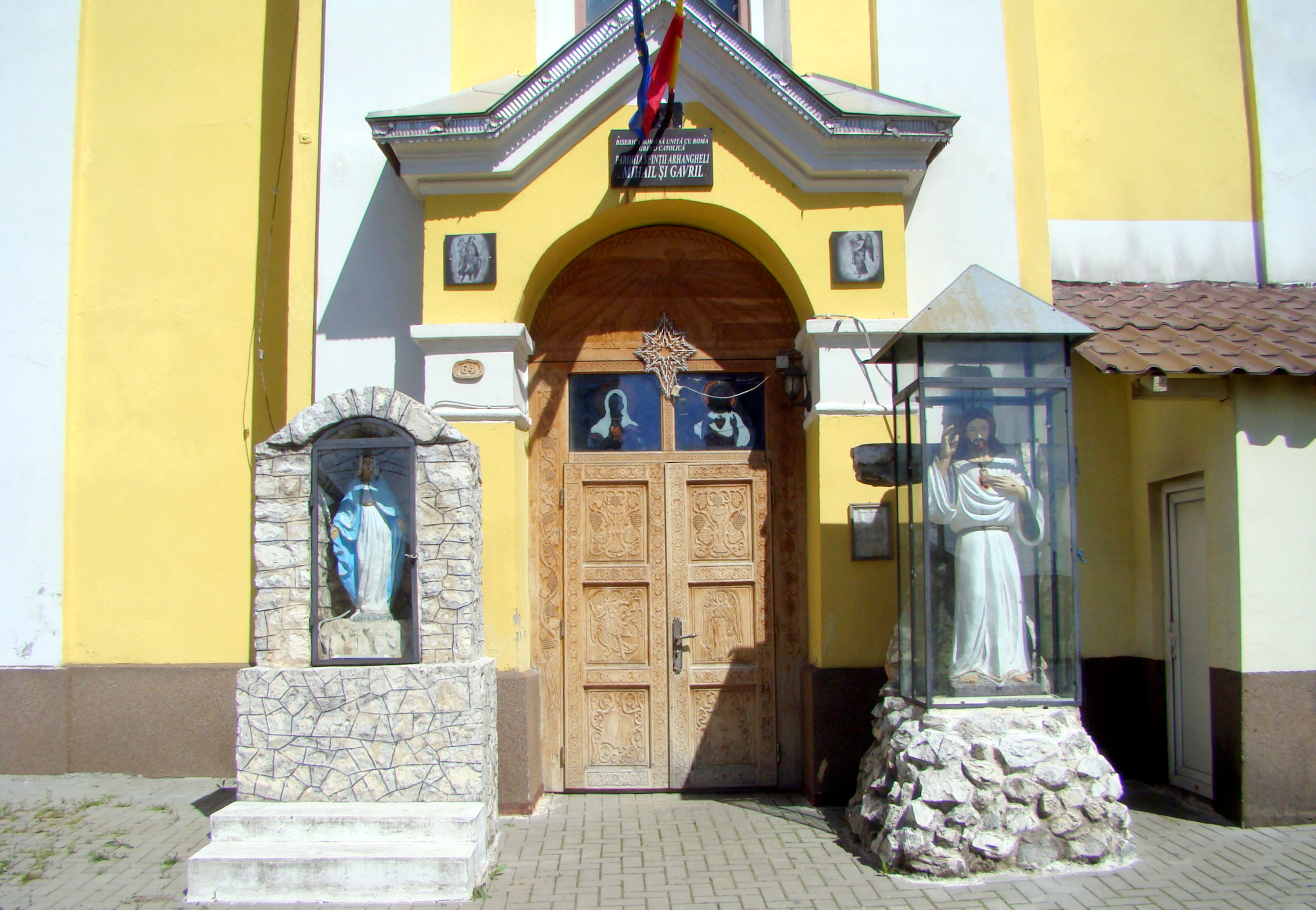
Biserica greco-catolică din Hodac „Sfinții Arhangheli Mihail și Gavriil” (1875)
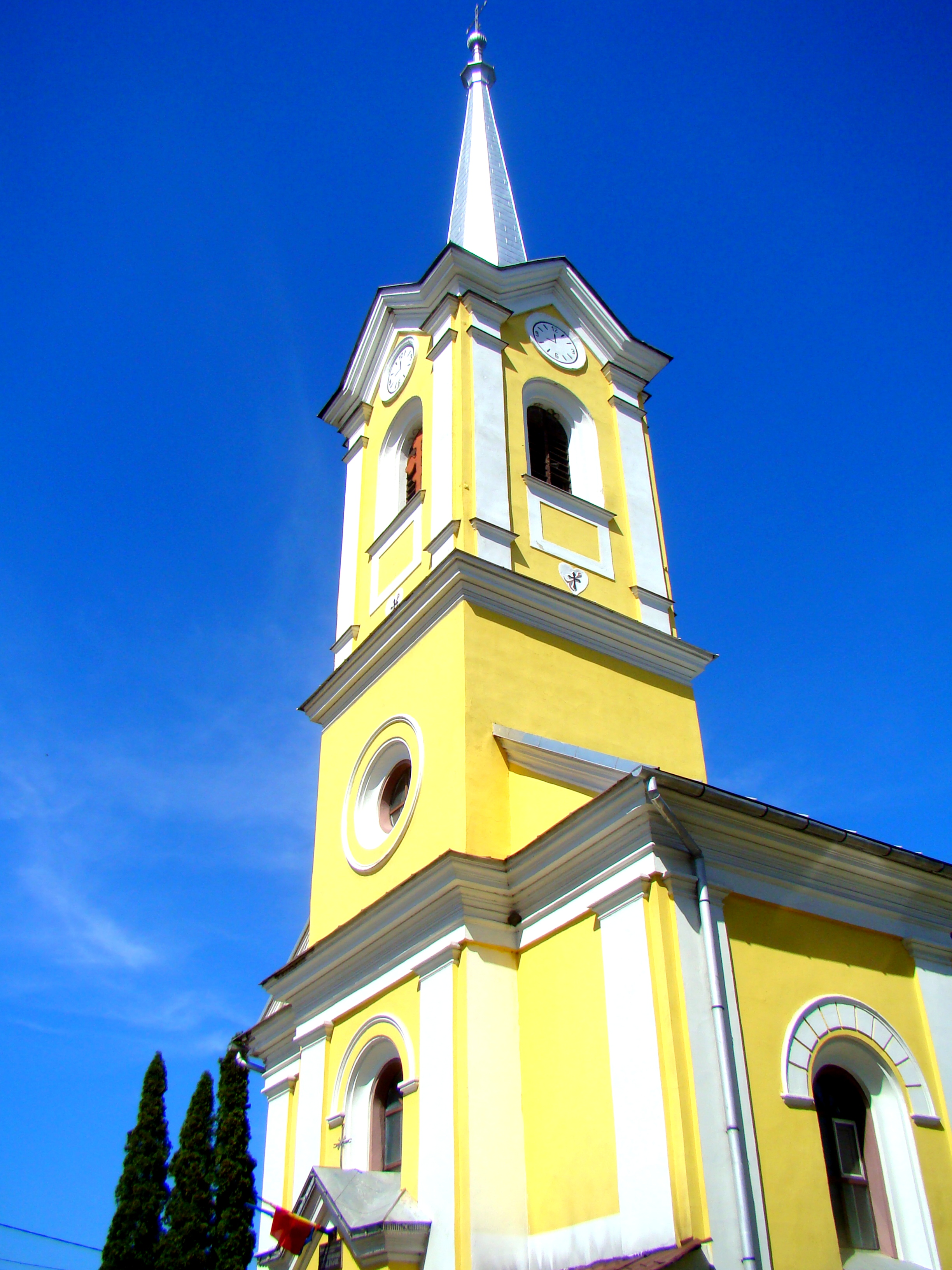
Turnul bisericii
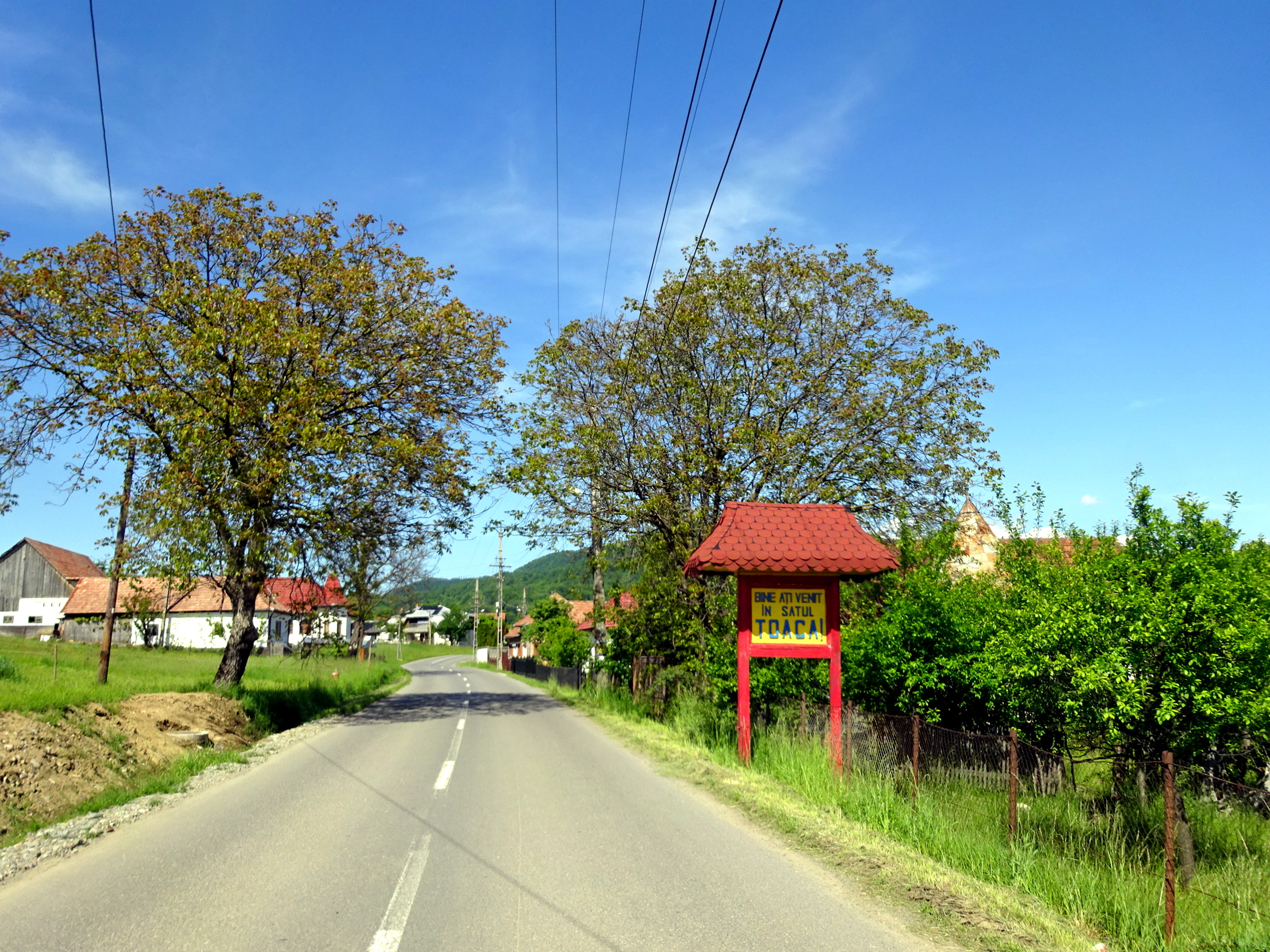
Toaca
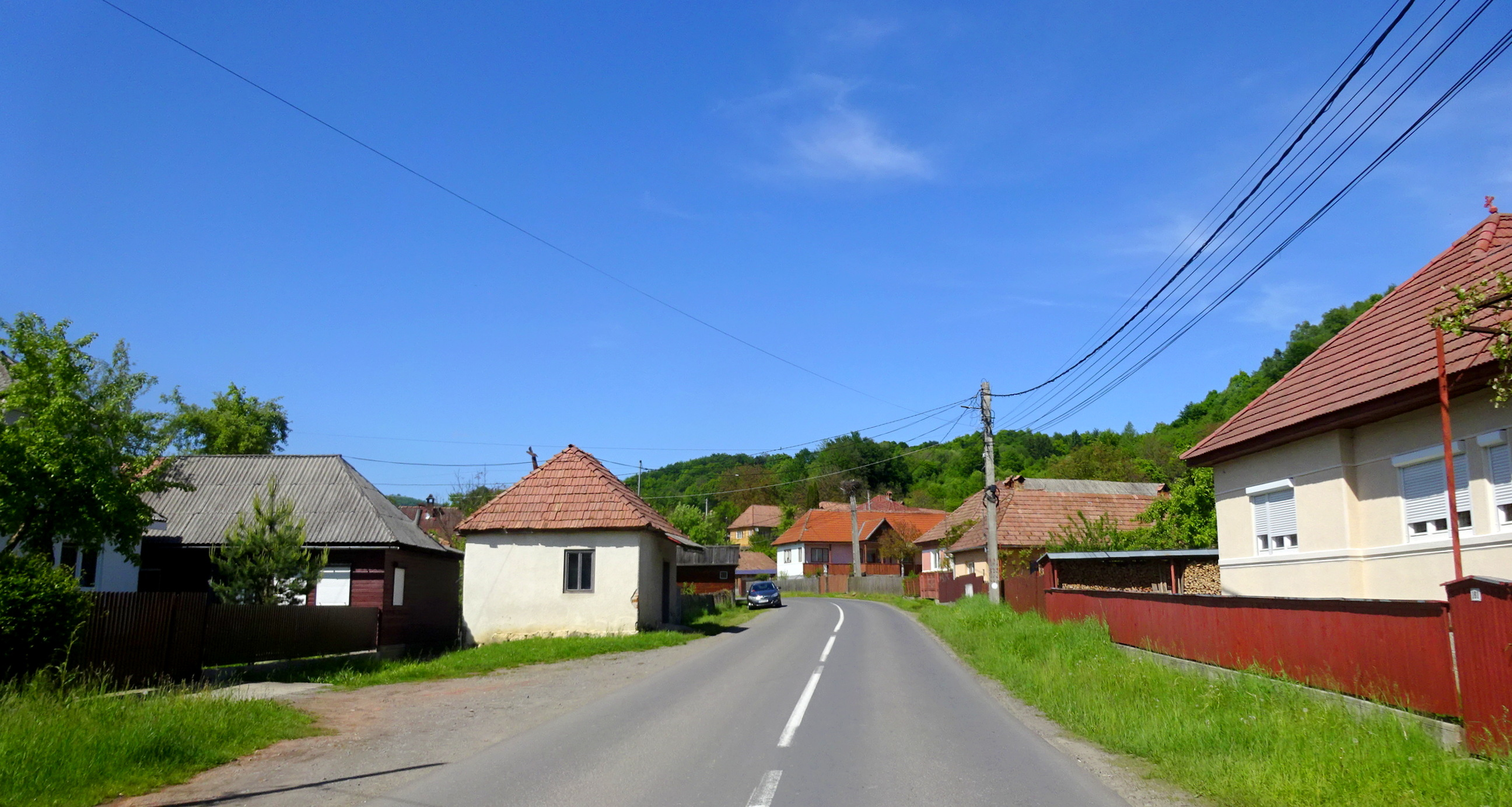
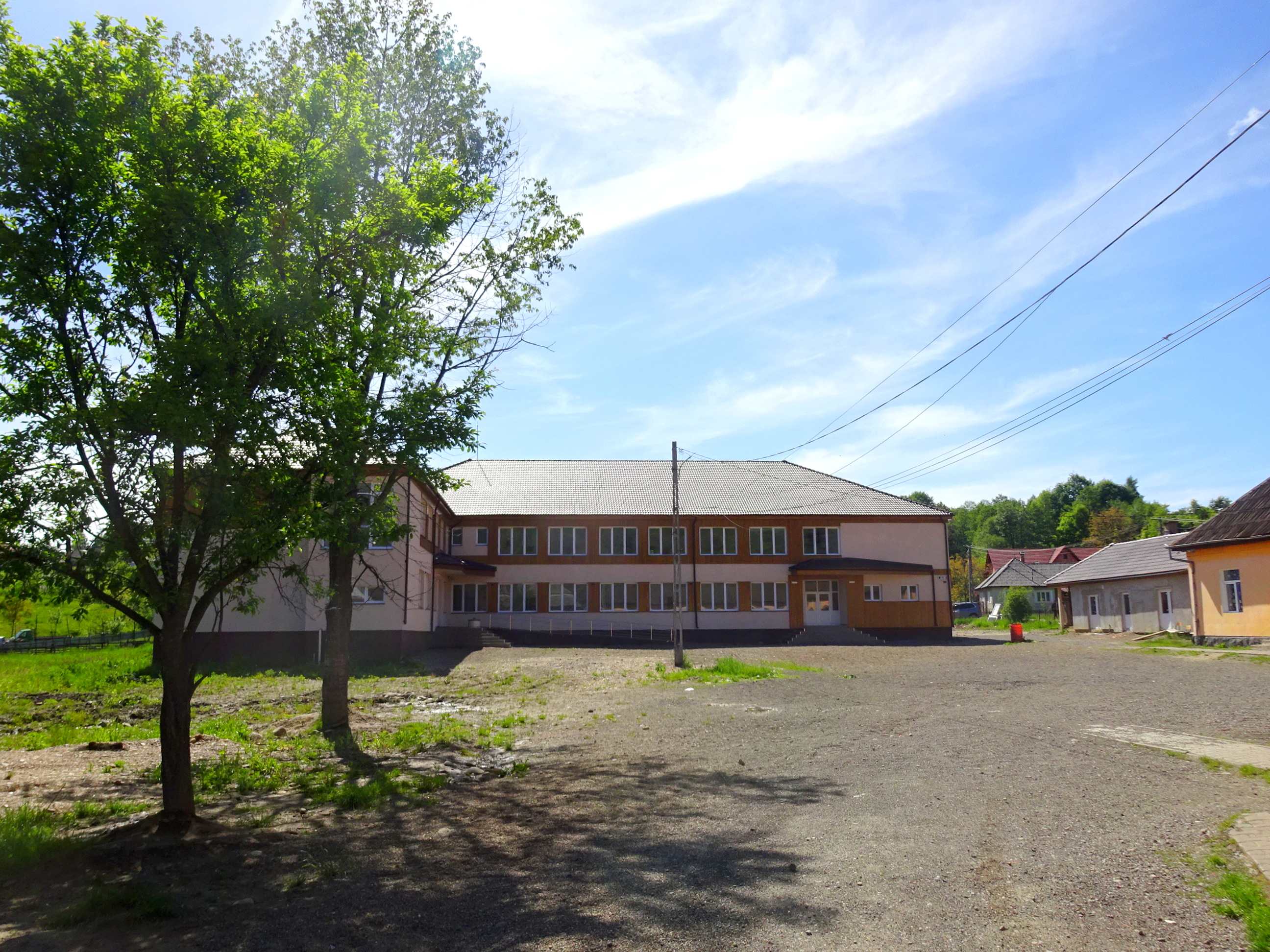
Școala
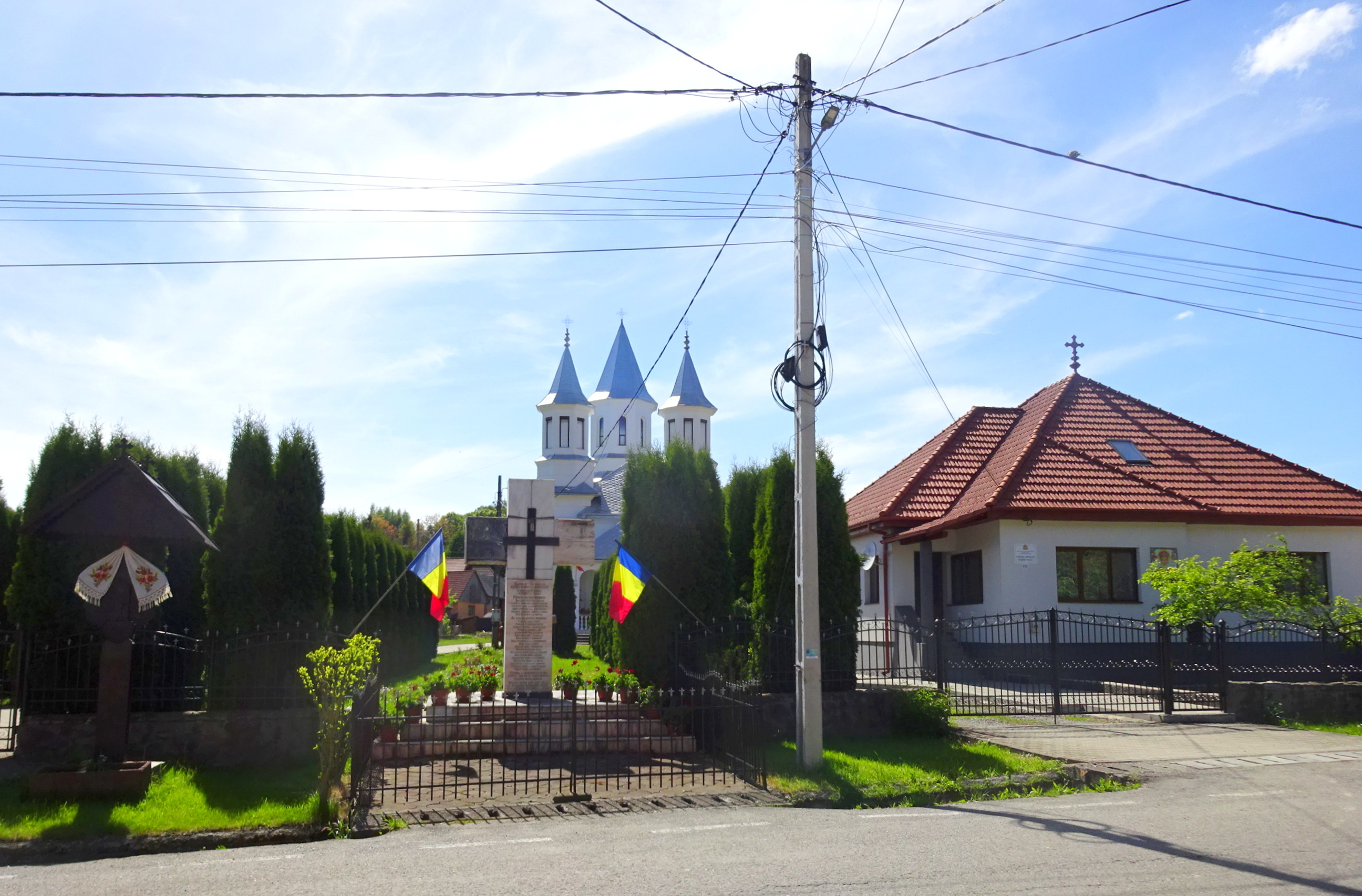
Monumentul eroilor, biserica și casa parohială
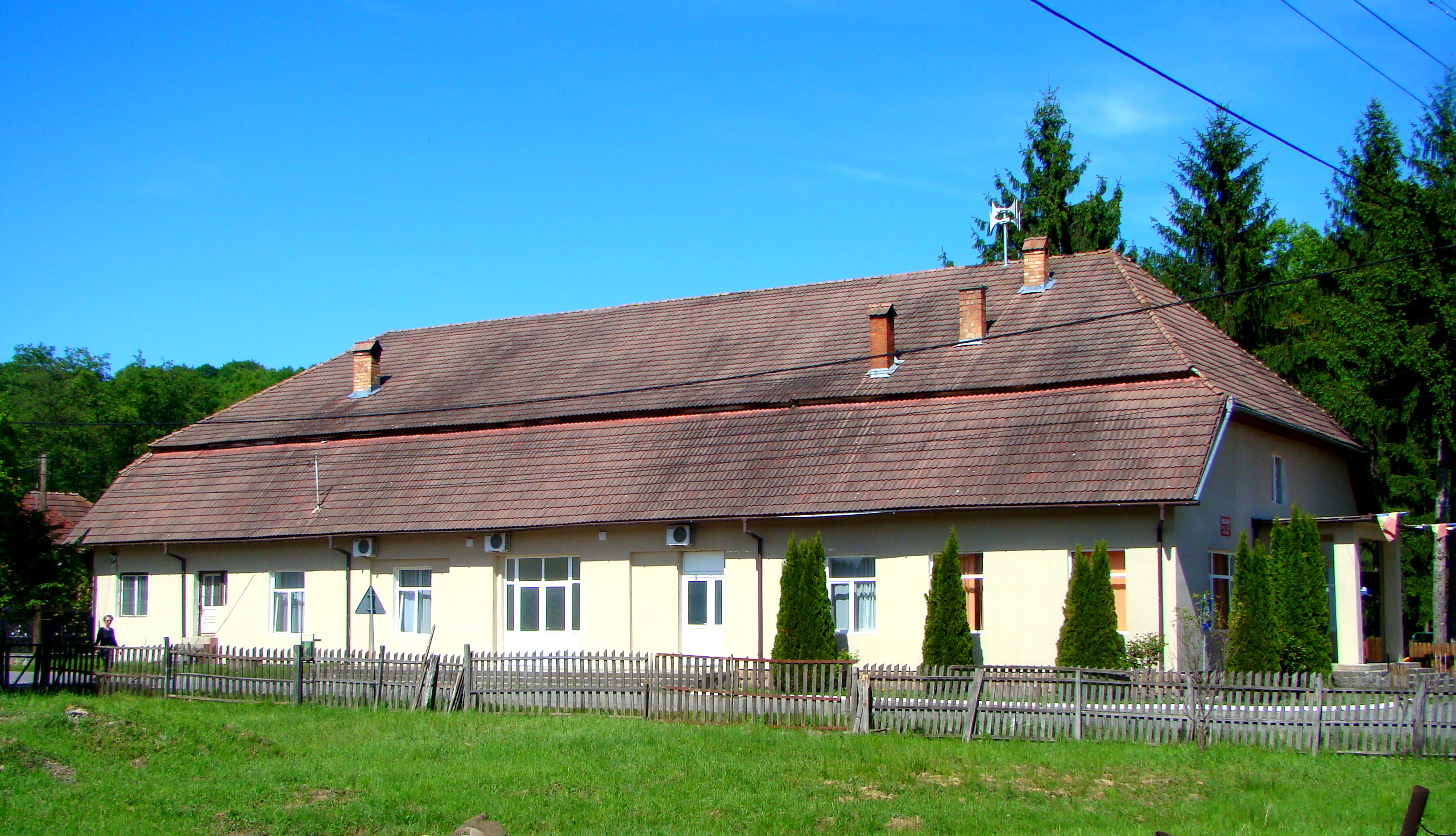
Căminul cultural
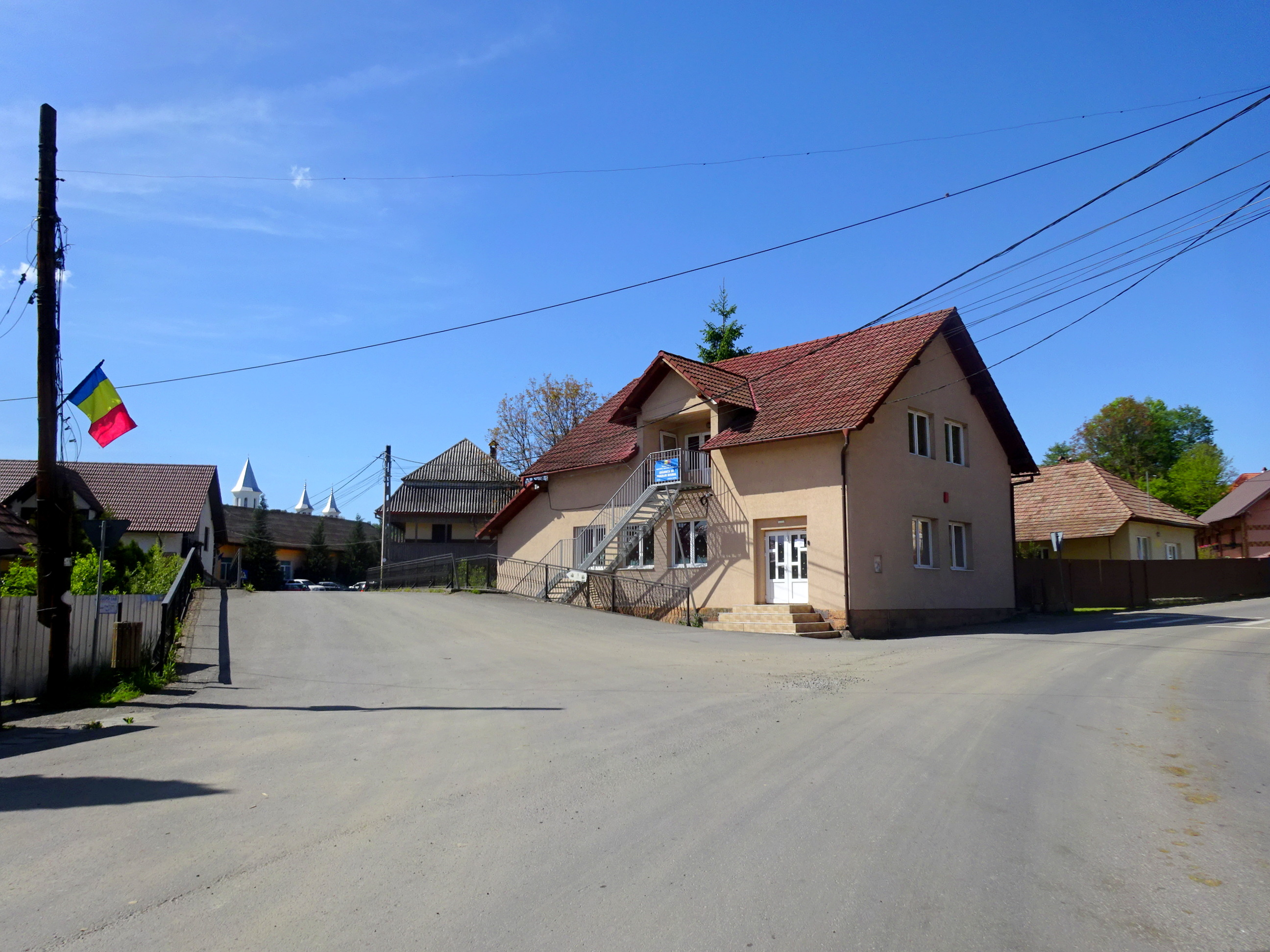
Toaca
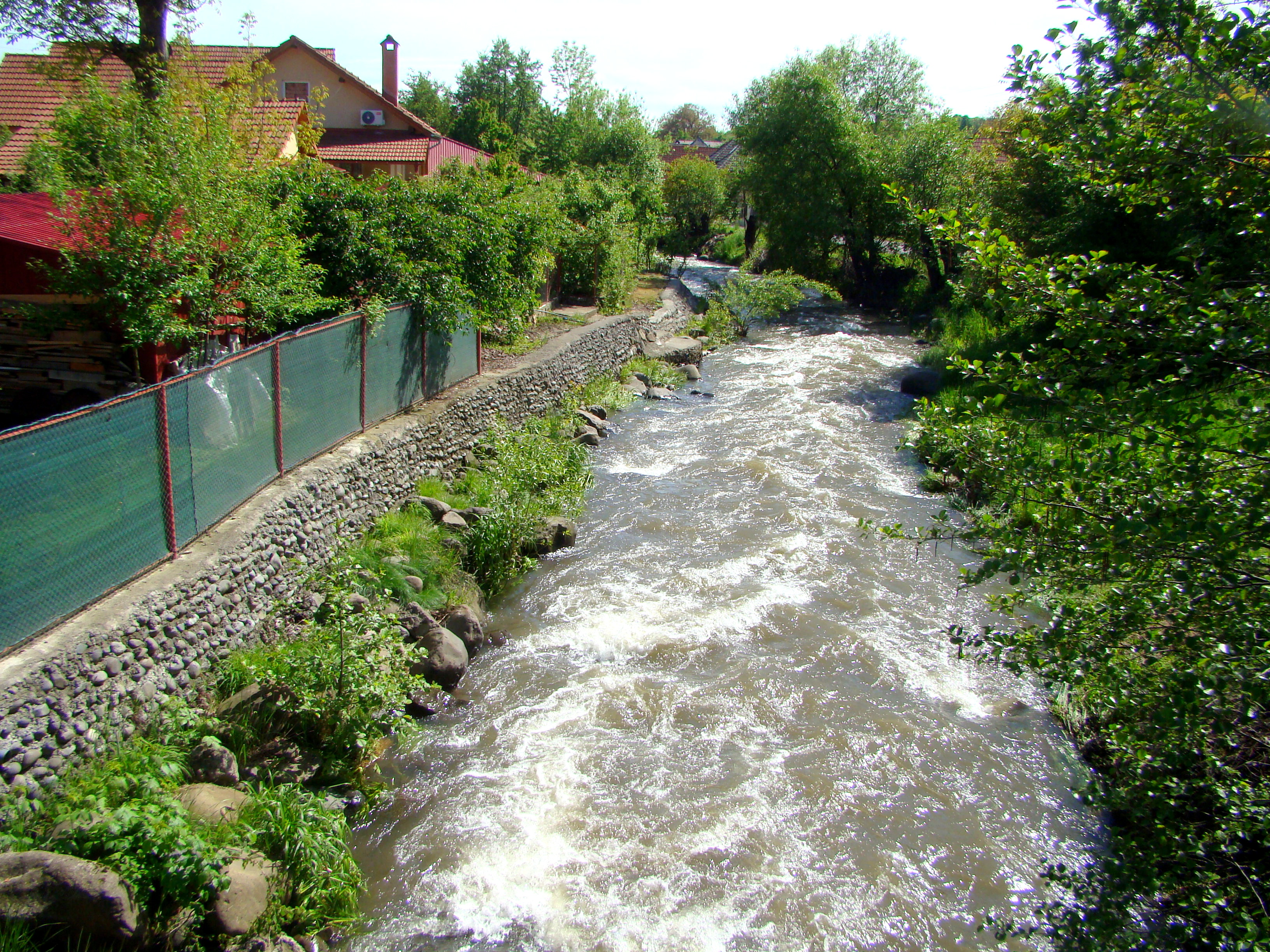
Râul Isticeu în satul Toaca
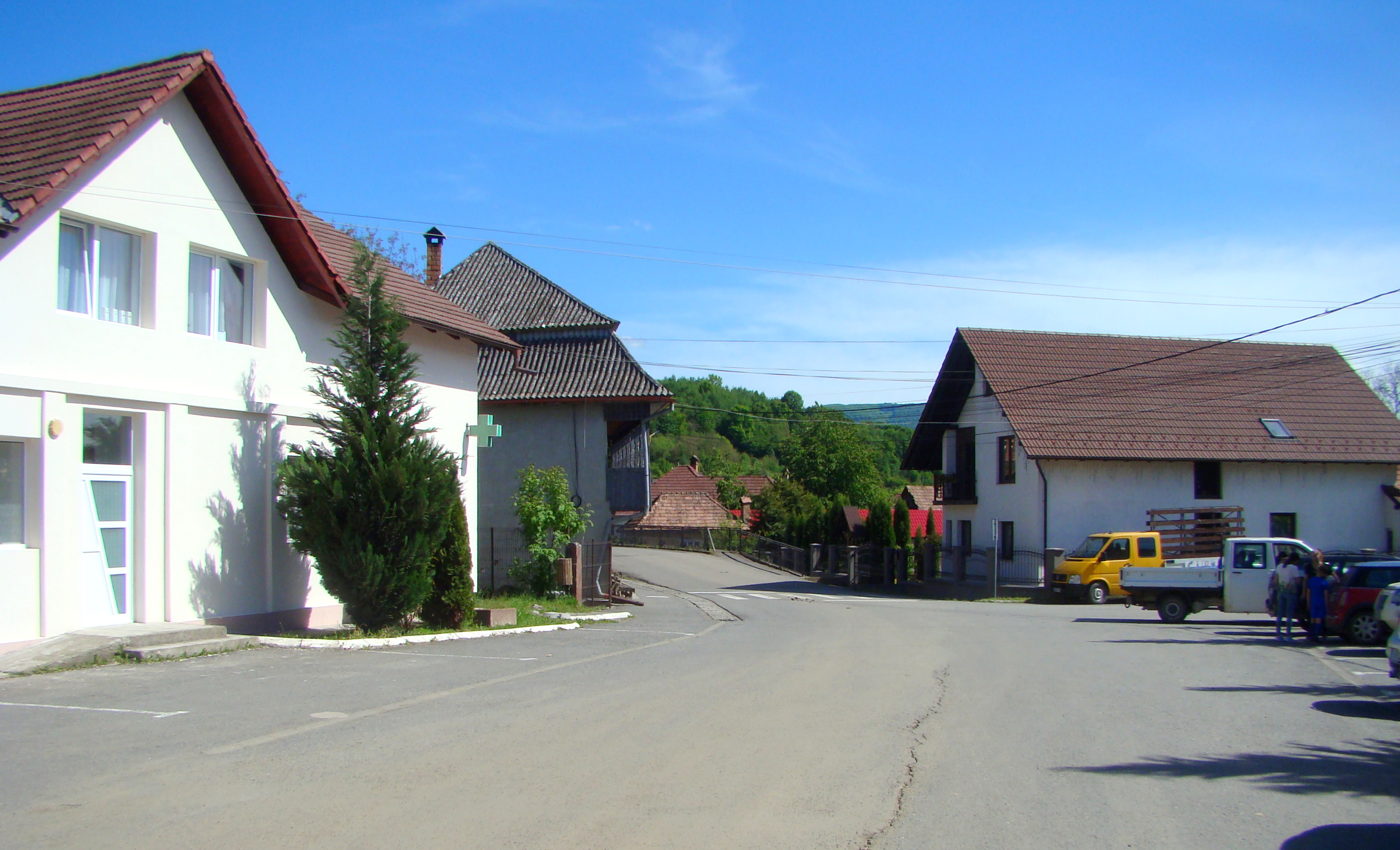
Toaca
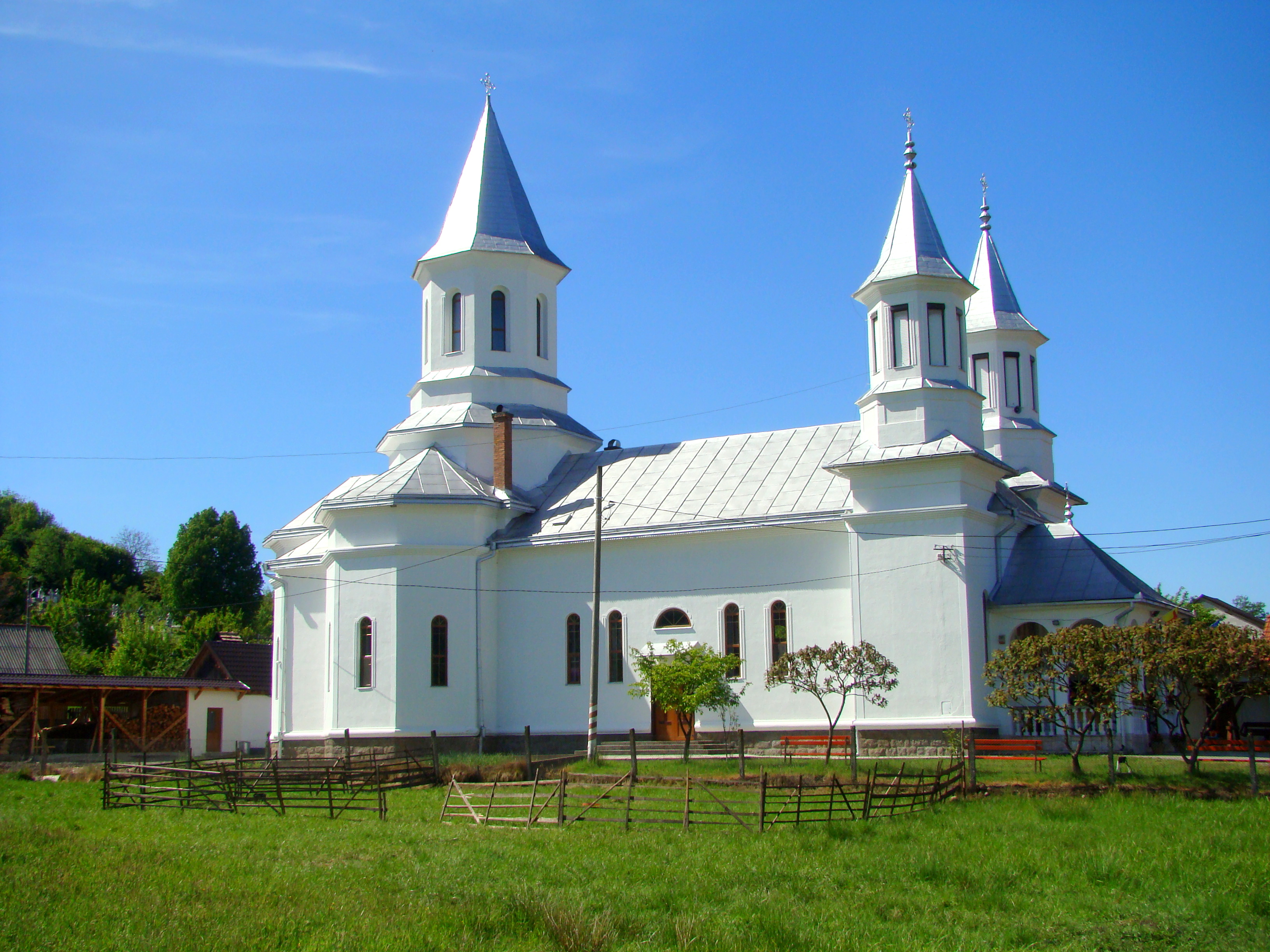
Biserica Sfântul Nicolae din Toaca
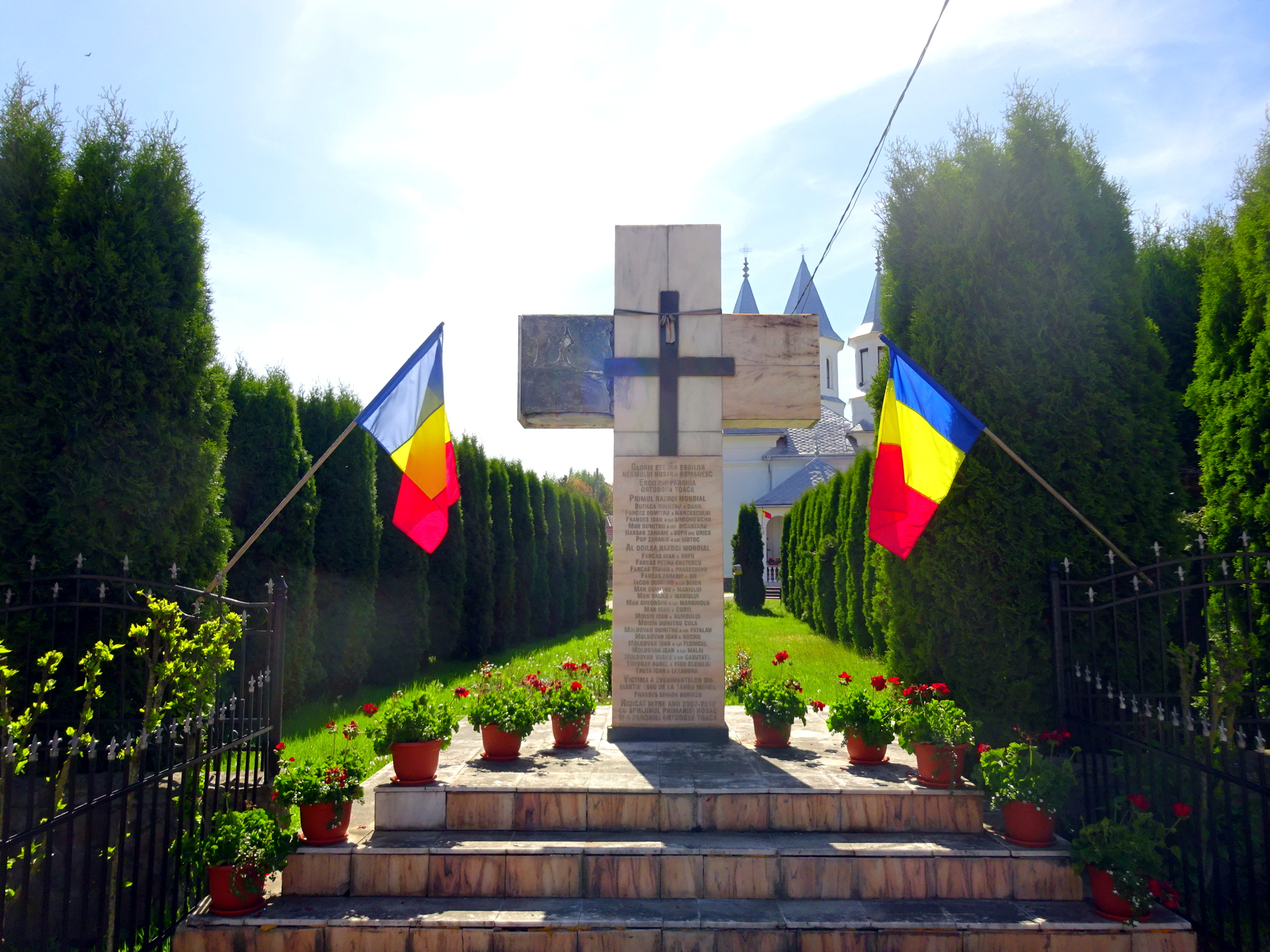
Monumentul eroilor
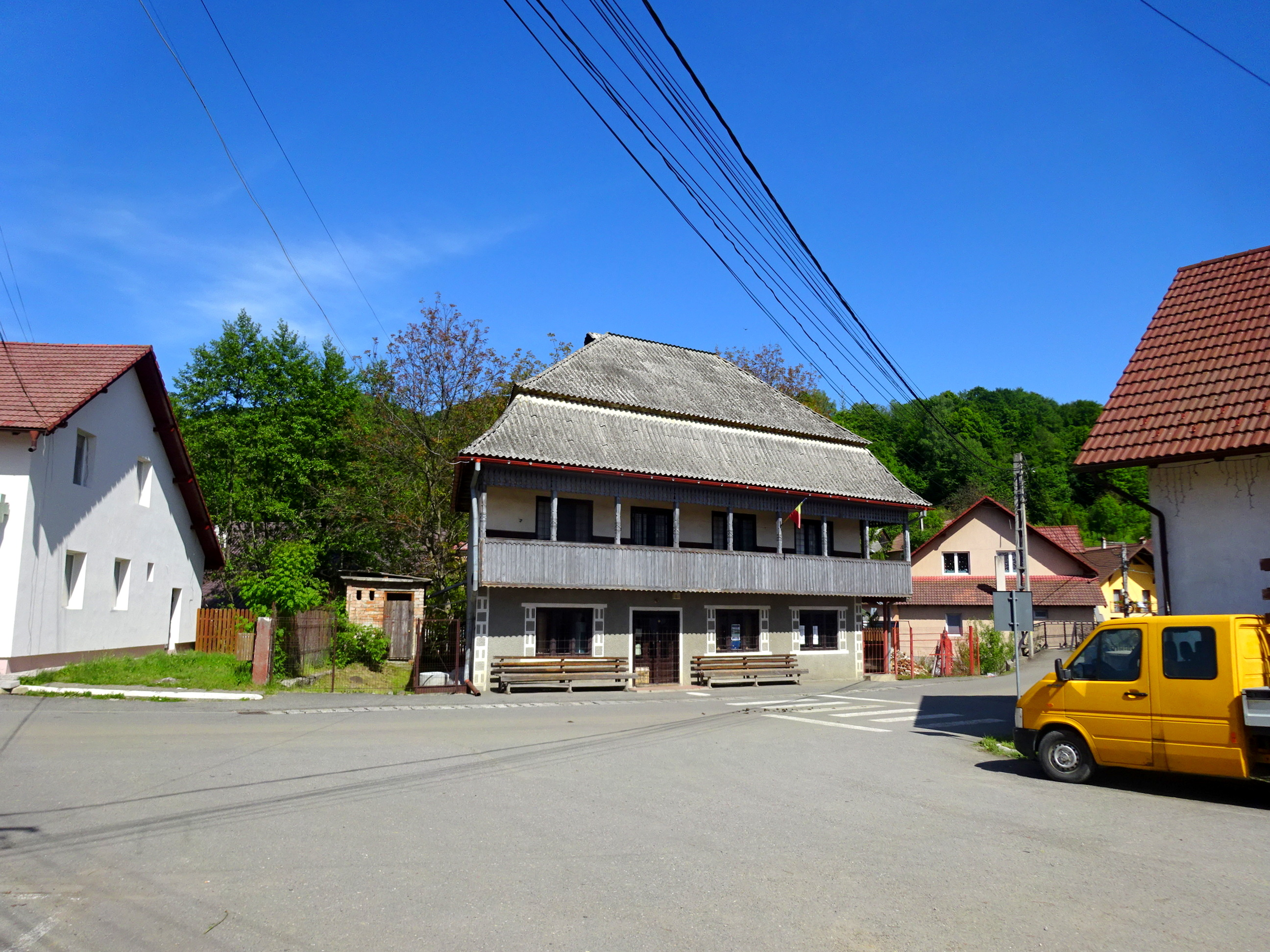
Toaca
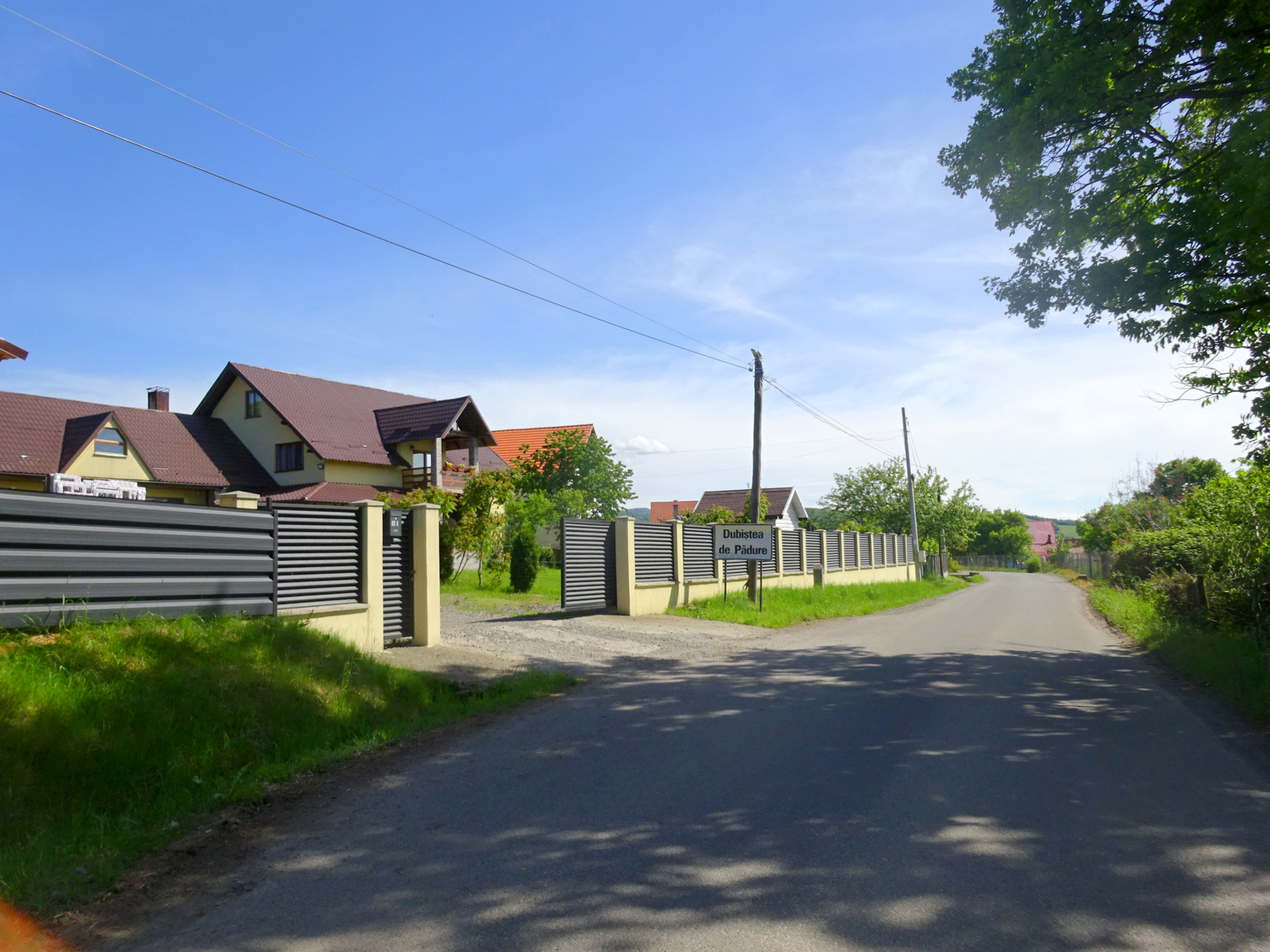
Intrarea în satul Dubiștea de Pădure
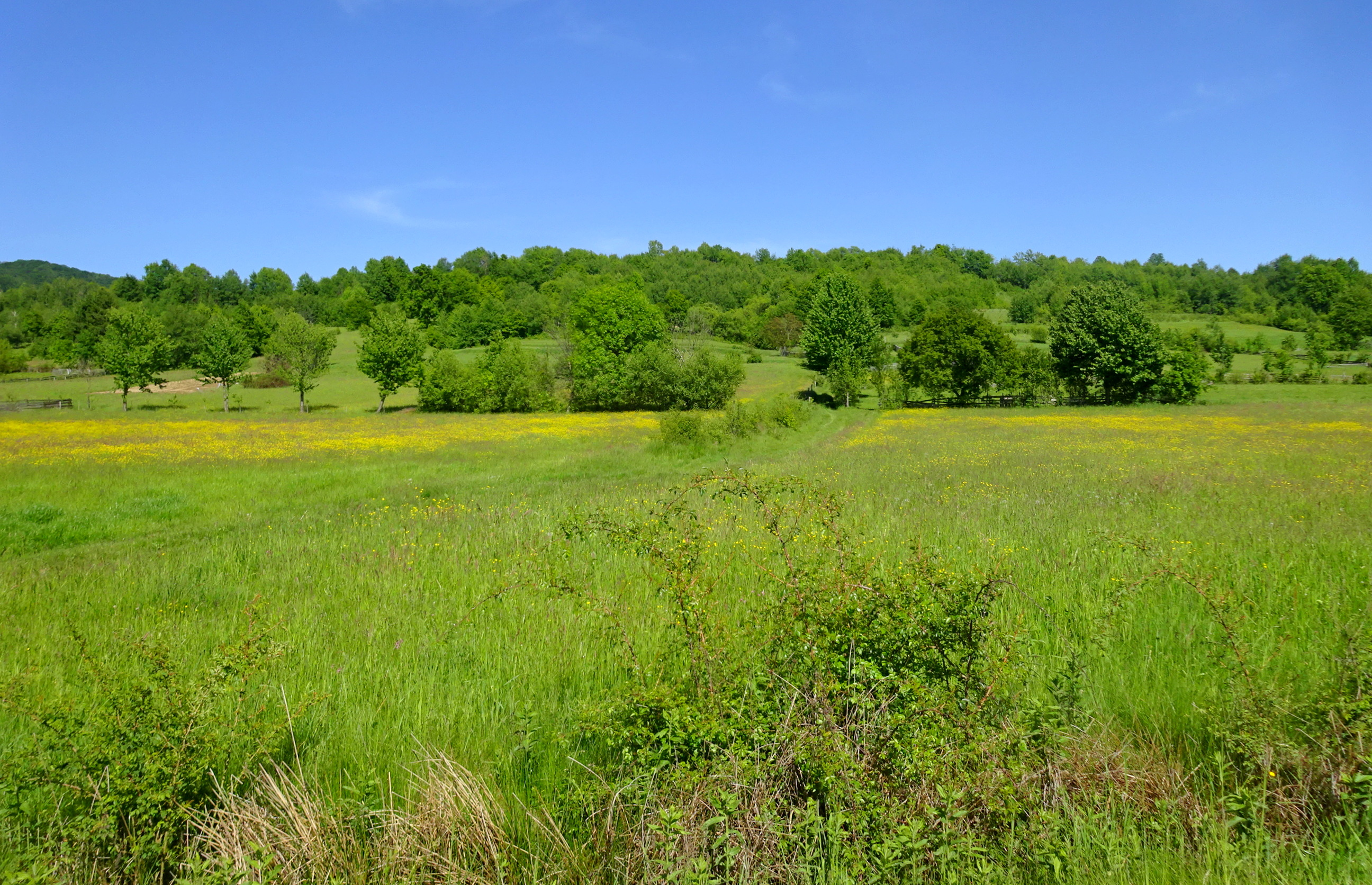
Dubiștea de Pădure
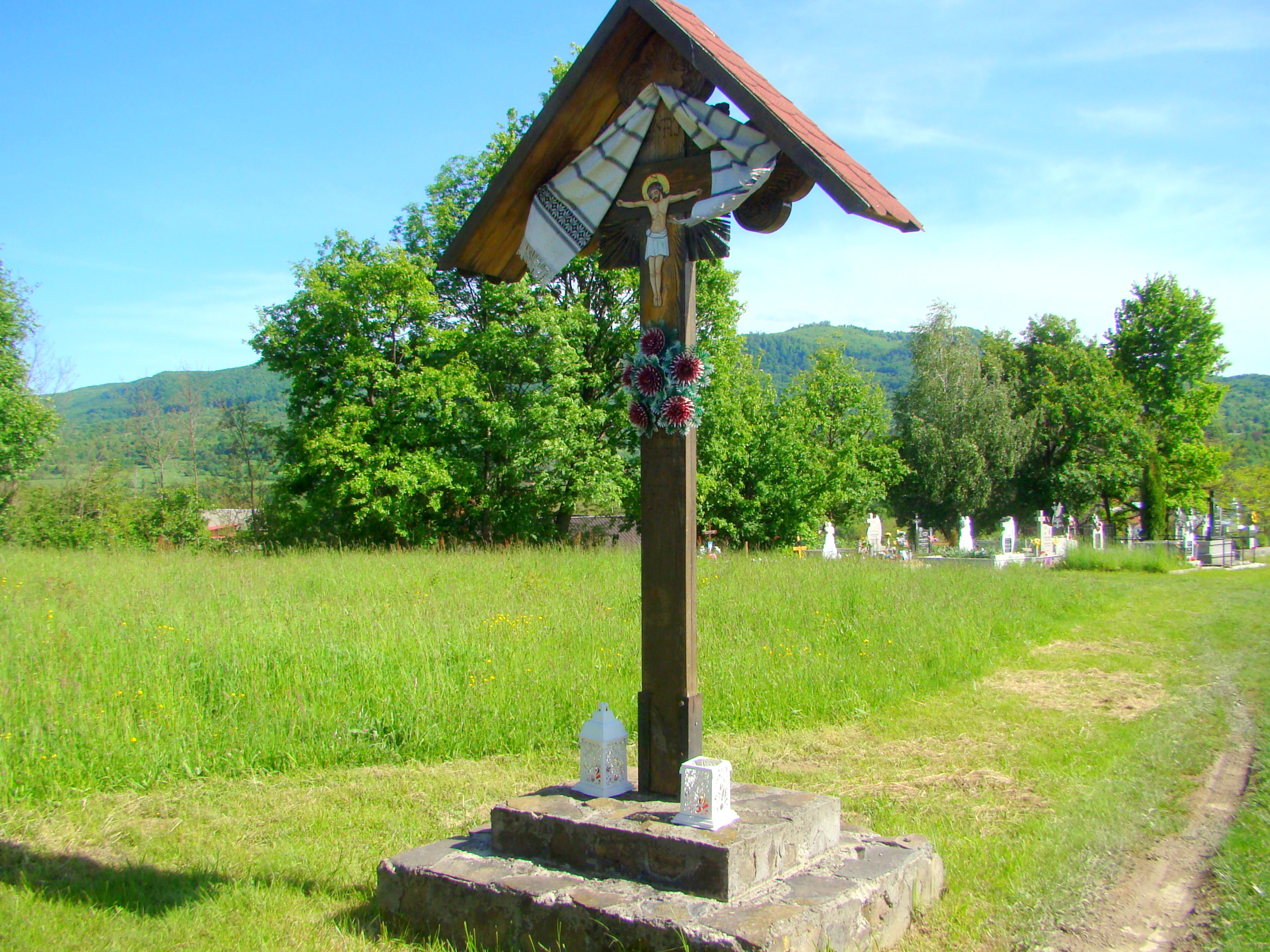
Troița
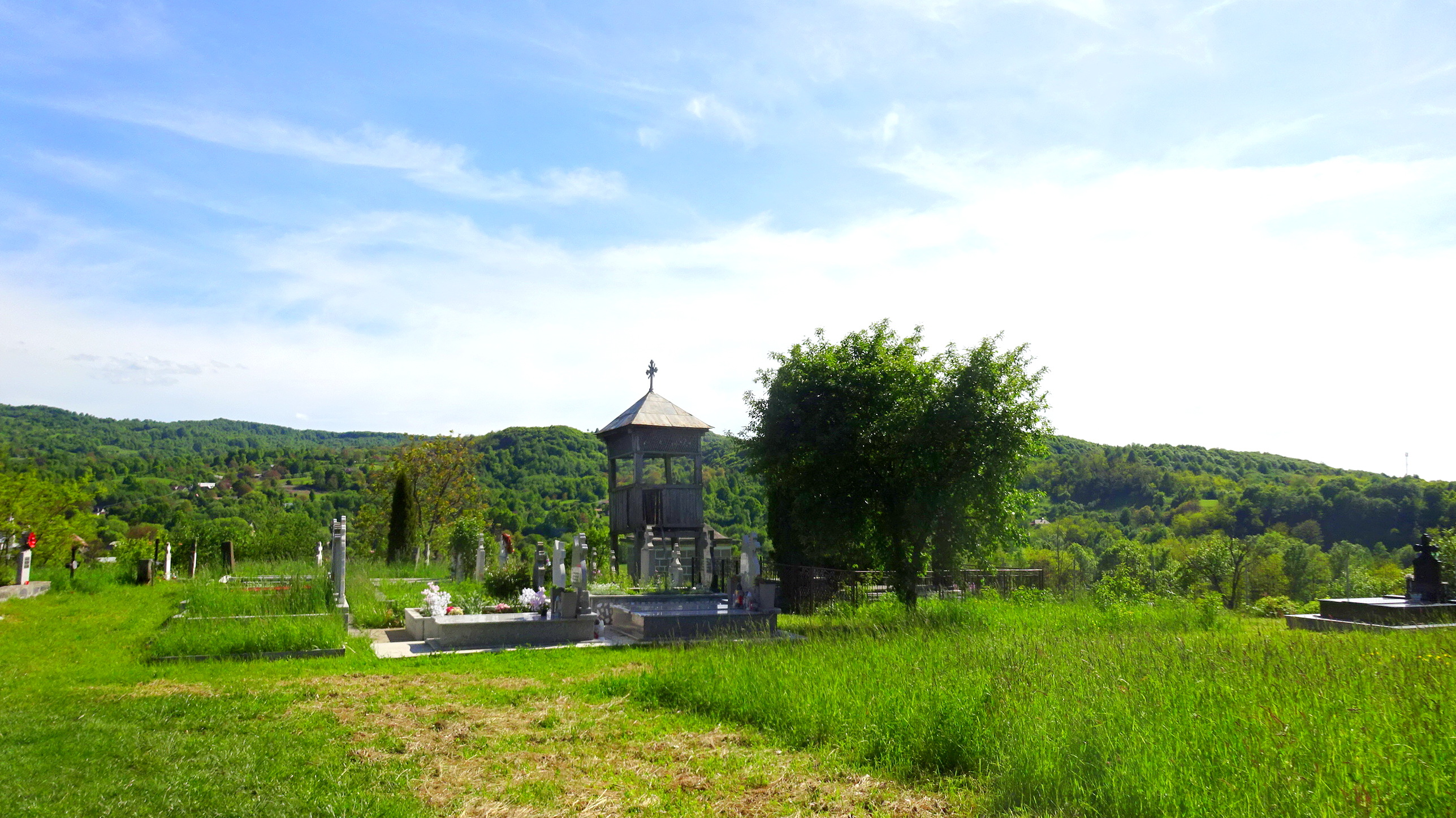
Clopotnița din cimitir
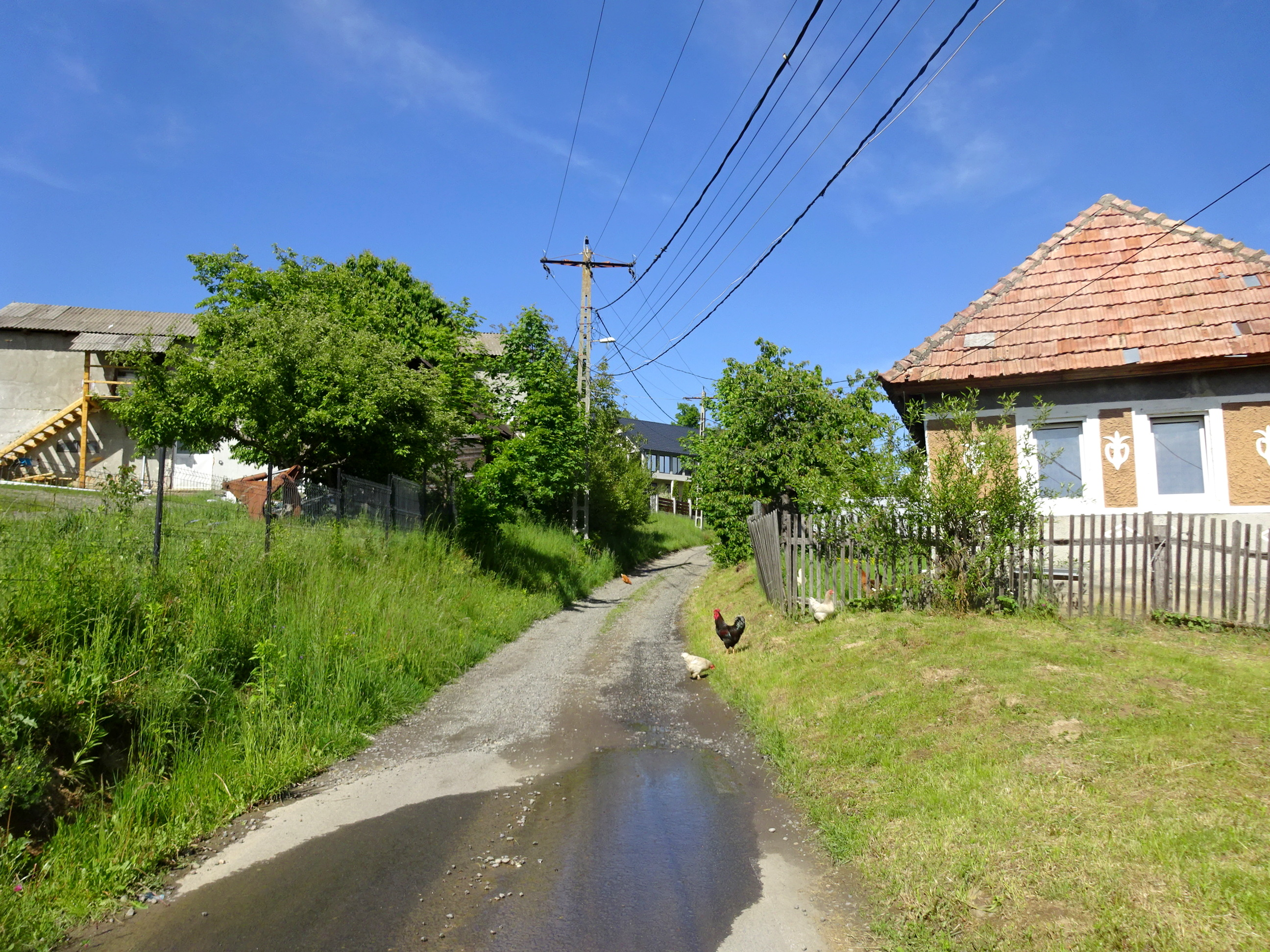
Dubiștea de Pădure
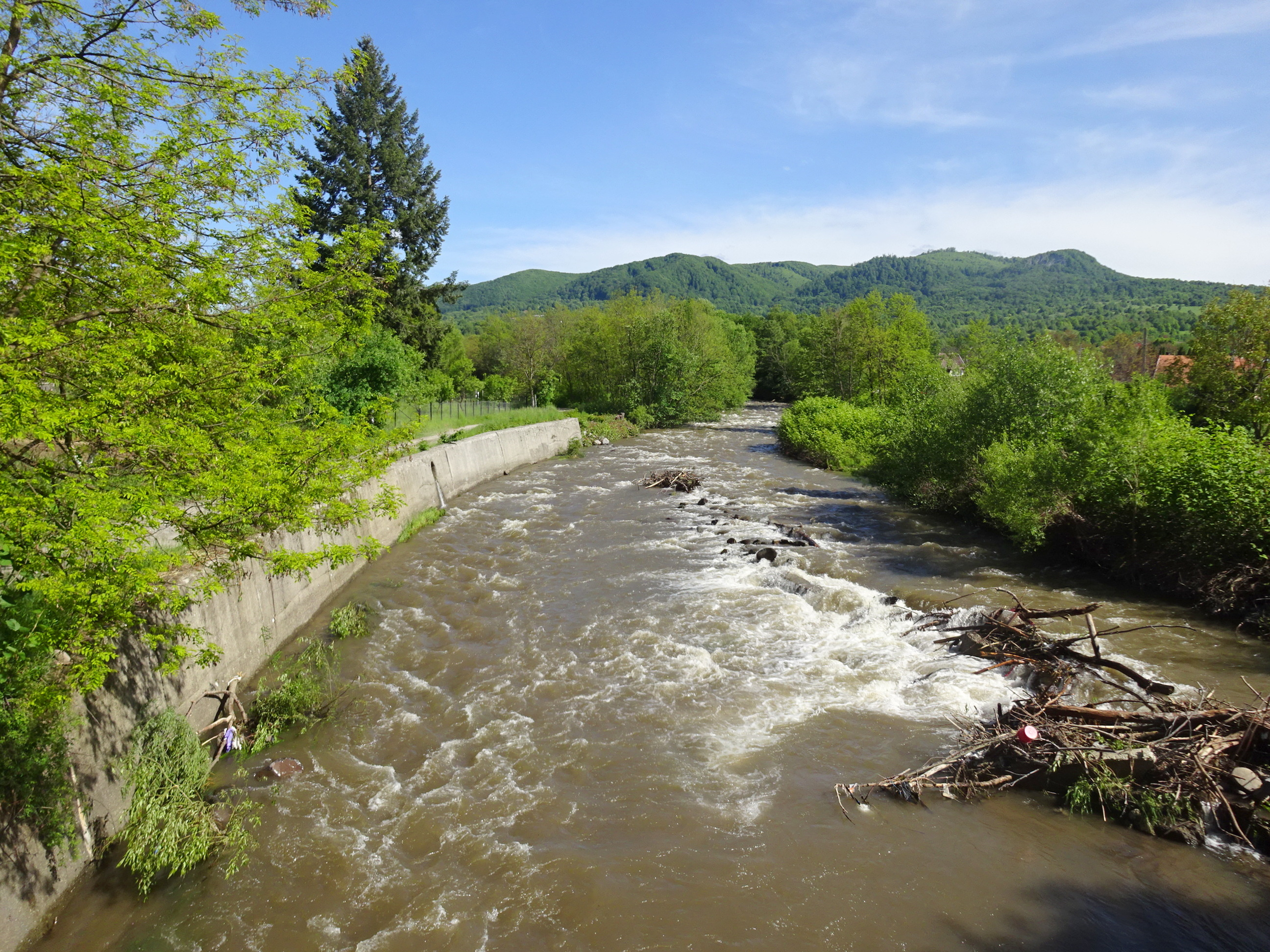
Râul Isticeu la Dubiștea de Pădure
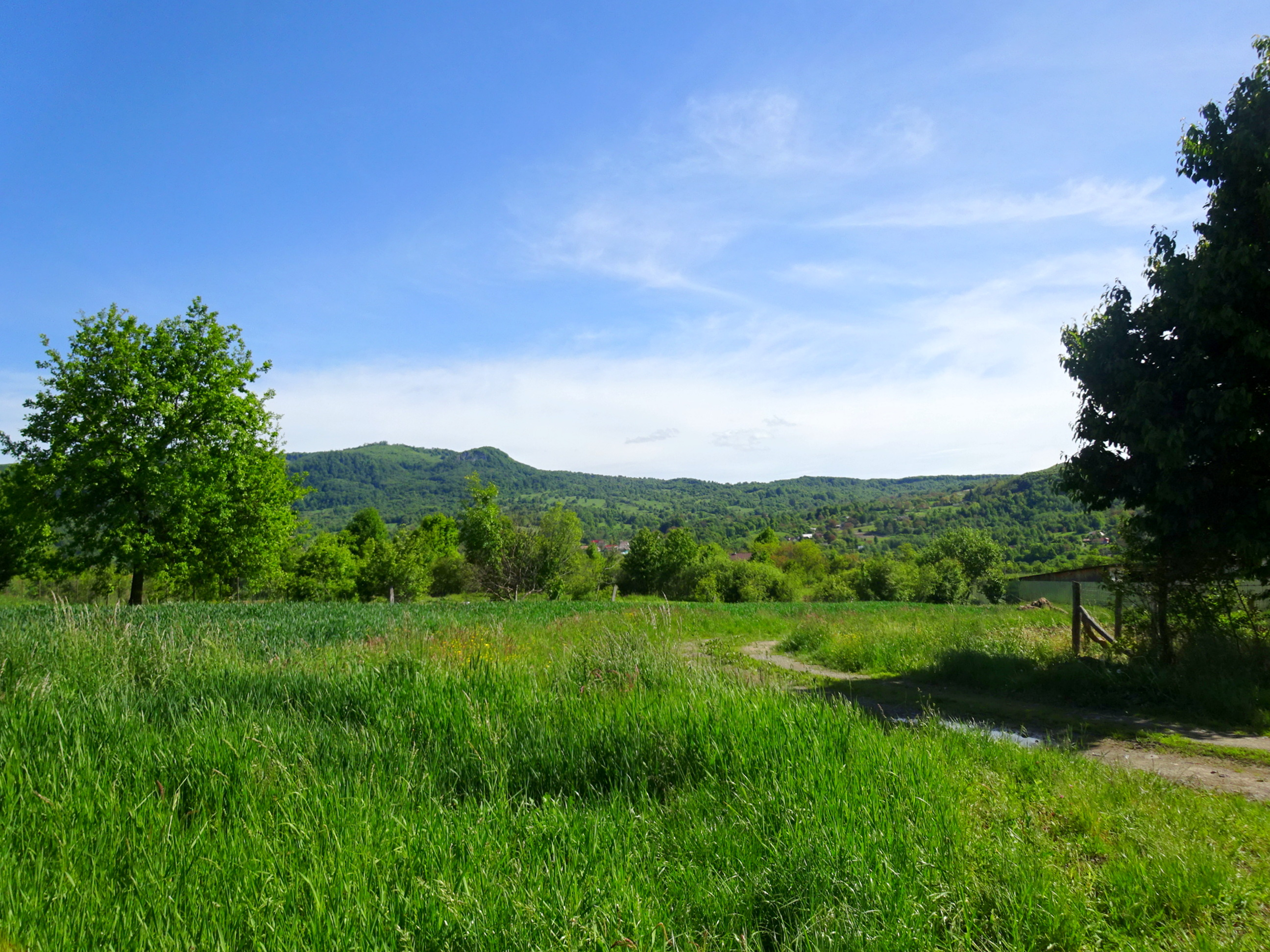
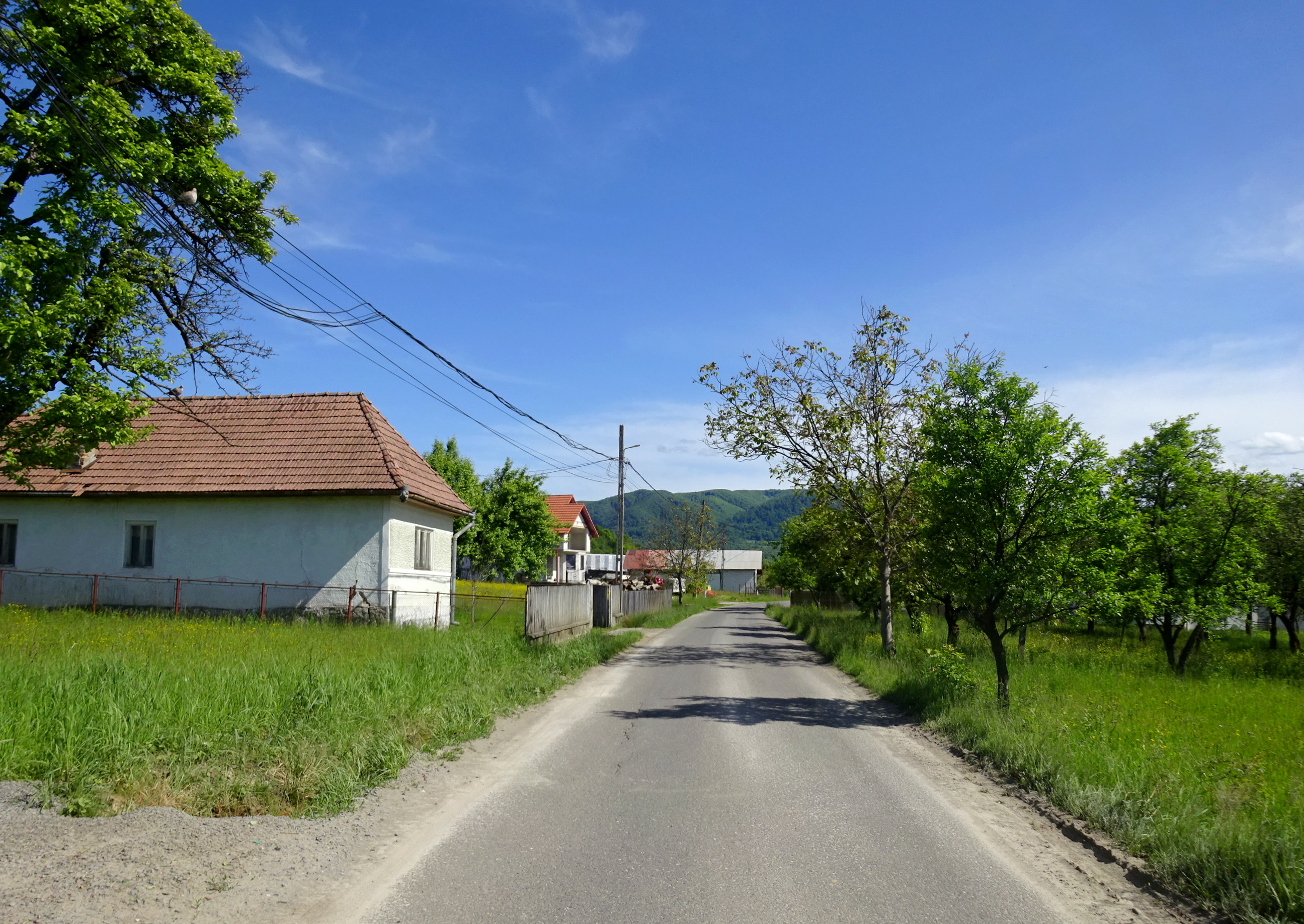
Dubiștea de Pădure